# 1948
| [ Edytuj tabelę ]                                                | |
| Prezydent Polski                                                 | - 1947 Bolesław Bierut 1952 |
| Premier Polski                                                   | - 1947 Józef Cyrankiewicz 1952 |
| Prezydent Polski na uchodźstwie                                  | - 1947 August Zaleski 1972 |
| Premier rządu RP na uchodźstwie                                  | - 1947 Tadeusz Komorowski 1949 |
| Król Afganistanu                                                 | - 1933 Mohammad Zaher Szah 1973 |
| Premier Afganistanu                                              | - 1946 Szah Mahmud Chan 1953 |
| Przywódca Albanii                                                | - 1944 Enver Hoxha 1985 |
| Premier Albanii                                                  | - 1944 Enver Hoxha 1954 |
| Współksiążęta Andory                                             | - 1943 Ramón Iglesias i Navarri 1969 - 1946 Vincent Auriol 1954                                                                           |
| Król Arabii Saudyjskiej                                          | - 1932 Abd al-Aziz ibn Su’ud 1953 |
| Prezydent Argentyny                                              | - 1946 płk. Juan Perón 1955 |
| Premier Australii                                                | - 1945 Ben Chifley 1949 |
| Prezydent Austrii                                                | - 1945 Karl Renner 1950 |
| Kanclerz Austrii                                                 | - 1945 Leopold Figl 1953 |
| Prezydent Birmy                                                  | - 1948 Sao Shwe Thaik 1952 |
| Premier Birmy                                                    | - 1948 U Nu 1956 |
| Król Belgów                                                      | - 1934 Leopold III 1951 |
| Premier Belgii                                                   | - 1947 Paul-Henri Spaak 1949 |
| Król Bhutanu                                                     | - 1926 Jigme Wangchuck 1952 |
| Prezydent Boliwii                                                | - 1947 Enrique Hertzog 1949 |
| Prezydent Brazylii                                               | - 1946 Eurico Gaspar Dutra 1951 |
| Sułtan Brunei                                                    | - 1924 Ahmad Tajuddin 1950 |
| Przywódca Bułgarii                                               | - 1946 Georgi Dimitrow 1949 |
| Premier Bułgarii                                                 | - 1946 Georgi Dimitrow 1949 |
| Prezydent Chile                                                  | - 1946 Gabriel González Videla 1952 |
| Prezydent Chin                                                   | - 1943 Czang Kaj-szek 1949 |
| Prezydent Czechosłowacji                                         | - 1945 Edvard Beneš 1948 - 1948 Klement Gottwald 1953                                                                                     |
| Premier Czechosłowacji                                           | - 1946 Klement Gottwald 1948 - 1948 Antonín Zápotocký 1953                                                                                |
| Król Danii                                                       | - 1947 Fryderyk IX 1972 |
| Premier Danii                                                    | - 1947 Hans Hedtoft 1950 |
| Dalajlama                                                        | - 1940 Tenzin Gjaco |
| Prezydent Dominikany                                             | - 1942 Rafael Trujillo 1952 |
| Władca Egiptu                                                    | - 1936 Faruk I 1952 |
| Premier Egiptu                                                   | - 1946 Mahmud Fahmi an-Nukraszi 1948 - 1948 Ibrahim Abd al-Hadi Pasza 1949                                                                |
| Prezydent Ekwadoru                                               | - 1947 Carlos Julio Arosemena Tola 1948 - 1948 Galo Plaza Lasso 1952                                                                      |
| Cesarz Etiopii                                                   | - 1941 Hajle Syllasje 1974 |
| Premier Etiopii                                                  | - 1942 Mekonnyn Yndalkaczeu 1957 |
| Prezydent Filipin                                                | - 1946 Manuel Roxas 1948 - 1948 Elpidio Quirino 1953                                                                                      |
| Prezydent Finlandii                                              | - 1946 Juho Paasikivi 1956 |
| Premier Finlandii                                                | - 1946 Mauno Pekkala 1948 - 1948 Karl-August Fagerholm 1950                                                                               |
| Prezydent Francji                                                | - 1947 Vincent Auriol 1954 |
| Premier Francji                                                  | - 1947 Robert Schuman 1948 - 1948 André Marie 1948 - 1948 Robert Schuman 1948 - 1948 Henri Queuille 1949                                  |
| Król Grecji                                                      | - 1947 Paweł I 1964 |
| Premier Grecji                                                   | - 1947 Temistoklis Sofulis 1949 |
| Prezydent Gwatemali                                              | - 1945 Juan José Arévalo Bermejo 1951 |
| Prezydent Haiti                                                  | - 1946 Dumarsais Estimé 1950 |
| Regent Hiszpanii                                                 | - 1947 Francisco Franco 1975 |
| Premier Hiszpanii                                                | - 1939 Francisco Franco 1973 |
| Król Holandii                                                    | - 1890 Wilhelmina 1948 - 1948 Juliana 1980                                                                                                |
| Premier Holandii                                                 | - 1946 Louis Beel 1948 - 1948 Willem Drees 1958                                                                                           |
| Prezydent Hondurasu                                              | - 1933 Tiburcio Carías Andino 1949 |
| Szach Iranu                                                      | - 1941 Mohammad Reza Pahlawi 1979 |
| Premier Iranu                                                    | - 1947 Ebrahim Hakimi 1948 - 1948 Abdolhosejn Hażir 1948 - 1948 Mohammad Sa'ed 1950                                                       |
| Premier Indii                                                    | - 1947 Jawaharlal Nehru 1964 |
| Władca Indii                                                     | - 1936 Jerzy VI 1950 |
| Prezydent Indonezji                                              | - 1945 Sukarno 1967 |
| Król Irlandii                                                    | - 1936 Jerzy VI Windsor 1949 |
| Prezydent Irlandii                                               | - 1945 Seán O’Kelly 1959 |
| Premier Irlandii                                                 | - 1932 Éamon de Valera 1948 - 1948 John A. Costello 1951                                                                                  |
| Prezydent Islandii                                               | - 1944 Sveinn Björnsson 1952 |
| Premier Islandii                                                 | - 1947 Stefán Jóhann Stefánsson 1949 |
| Prezydent Izraela                                                | - 1948 Chaim Weizman 1952 |
| Premier Izraela                                                  | - 1948 Dawid Ben Gurion 1954 |
| Cesarz Japonii                                                   | - 1926 Hirohito 1989 |
| Premier Japonii                                                  | - 1947 Tetsu Katayama 1948 - 1948 Hitoshi Ashida 1948 - 1948 Shigeru Yoshida 1954                                                         |
| Premier Jordanii                                                 | - 1947 Taufik Abu al-Huda 1950 |
| Prezydent Jugosławii                                             | - 1945 Ivan Ribar 1953 |
| Premier Jugosławii                                               | - 1945 Josip Broz Tito 1963 |
| Premier Kanady                                                   | - 1935 William Lyon Mackenzie King 1948 - 1948 Louis St. Laurent 1957                                                                     |
| Emir Kataru                                                      | - 1913 Abd Allah ibn Kasim Al Sani 1949                                                                                                   |
| Prezydent Kolumbii                                               | - 1946 Luis Mariano Ospina Pérez 1950 |
| Patriarcha Konstantynopola                                       | - 1946 Maksym V 1948 - 1948 Atenagoras I 1972                                                                                             |
| Prezydent Korei Południowej                                      | - 1948 Rhee Syng-man 1960 |
| Premier Korei Południowej                                        | - 1948 Yi Pom-sok 1950 |
| Premier KRLD                                                     | - 1948 Kim Il Sŏng 1972 |
| Prezydent Kostaryki                                              | - 1944 Teodoro Picado Michalski 1948 - 1948 José Figueres Ferrer (p.o.) 1949                                                              |
| Prezydent Kuby                                                   | - 1944 Ramón Grau San Martín 1948 - 1948 Carlos Prío Socarrás 1952                                                                        |
| Premier Kuby                                                     | - 1947 Raúl López del Castillo 1948 - 1948 Manuel Antonio de Varona 1950                                                                  |
| Król Laosu                                                       | - 1946 Sisavang Vong 1959 |
| Prezydent Libanu                                                 | - 1943 Biszara al-Churi 1952 |
| Premier Libanu                                                   | - 1946 Rijad as-Sulh 1951 |
| Prezydent Liberii                                                | - 1944 William Tubman 1971 |
| Książę Liechtensteinu                                            | - 1938 Franciszek Józef II 1989 |
| Premier Liechtensteinu                                           | - 1945 Alexander Frick 1962 |
| Premier Litwyna emigracji                                        | - 1940 Stasys Lozoraitis 1983 |
| Wielki książę Luksemburga                                        | - 1919 Szarlotta 1964 |
| Premier Luksemburga                                              | - 1937 Pierre Dupong 1953 |
| Premier Malty                                                    | - 1947 Paul Boffa 1950 |
| Sułtan Maroka                                                    | - 1927 Muhammad V 1953 |
| Prezydent Meksyku                                                | - 1946 Miguel Alemán Valdés 1952 |
| Książę Monako                                                    | - 1922 Ludwik II 1949 |
| Minister stanu Monako                                            | - 1944 Pierre de Witasse 1948 |
| Przewodniczący Prezydium Małego Churału Państwowego Mongolii     | - 1940 Gonczigijn Bumcend 1951 |
| Premier Mongolii                                                 | - 1939 Chorlogijn Czojbalsan 1952 |
| Król Nepalu                                                      | - 1911 Tribhuvan 1950 |
| Premier Nepalu                                                   | - 1945 Padma Shumsher Jang Bahadur Rana 1948 - 1948 Mohan Shumsher Jang Bahadur Rana 1951                                                 |
| Prezydent Nikaragui                                              | - 1947 Víctor Manuel Román y Reyes 1950                                                                                                   |
| Król Norwegii                                                    | - 1905 Haakon VII 1957 |
| Premier Norwegii                                                 | - 1945 Einar Gerhardsen 1951 |
| Premier Nowej Zelandii                                           | - 1940 Peter Fraser 1949 |
| Sułtan Omanu                                                     | - 1932 Sa’id ibn Tajmur 1970 |
| Sekretarz generalny ONZ                                          | - 1946 Trygve Lie (Norwegia) 1952 |
| Król Pakistanu (tytularny)                                       | - 1947 Jerzy VI Windsor 1952 |
| Premier Pakistanu                                                | - 1947 Liaquat Ali Khan 1951 |
| Prezydent Panamy                                                 | - 1945 Enrique Adolfo Jiménez (p.o.) 1948 - 1948 Domingo Díaz Arosemena 1949                                                              |
| Papież                                                           | - 1939 Pius XII 1958 |
| Prezydent Paragwaju                                              | - 1940 gen. Higinio Morínigo 1948 - 1948 gen. Juan Manuel Frutos 1948 - 1948 Juan Natalicio González 1948                                 |
| Prezydent Peru                                                   | - 1945 José Luis Bustamante y Rivero 1948 - 1948 Manuel A. Odría 1956                                                                     |
| Premier Południowej Afryki                                       | - 1939 Jan Smuts 1948 - 1948 Daniel Malan 1954                                                                                            |
| Prezydent Portugalii                                             | - 1926 António Óscar de Fragoso Carmona 1951                                                                                              |
| Premier Portugalii                                               | - 1932 António de Oliveira Salazar 1968                                                                                                   |
| Prezydent Rumunii                                                | - 1947 Mihail Sadoveanu 1948 - 1948 Constantin Parhon 1952                                                                                |
| Premier Rumunii                                                  | - 1945 Petru Groza 1952 |
| Prezydent Salwadoru                                              | - 1945 Salvador Castaneda Castro 1948 - 1948 Rewolucyjna Rada Rządząca 1950                                                               |
| Kapitanowie regenci San Marino                                   | - 1947 Domenico Forcellini Mariano Ceccoli 1948 - 1948 Arnaldo Para Giuseppe Renzi 1948 - 1948 Giordano Giacomini Domenico Tomassoni 1949 |
| Sekretarz Stanu do spraw Politycznych i Zagranicznych San Marino | - 1945 Gino Giacomini 1957 |
| Premier Sri Lanki                                                | - 1948 Don Stephen Senanayake 1952 |
| Prezydent Syrii                                                  | - 1943 Szukri al-Kuwatli 1949 |
| Premier Syrii                                                    | - 1946 Dżamil Mardam 1948 - 1948 Chalid al-Azm 1949                                                                                       |
| Prezydent Szwajcarii                                             | - 1948 Enrico Celio 1948 |
| Król Szwecji                                                     | - 1907 Gustaw V 1950 |
| Premier Szwecji                                                  | - 1946 Tage Erlander 1969 |
| Król Tajlandii                                                   | - 1946 Bhumibol Adulyadej 2016 |
| Premier Tajlandii                                                | - 1947 Khuang Aphaiwong 1948 - 1948 Plaek Pibulsongkram 1957                                                                              |
| Król Tonga                                                       | - 1918 Salote Tupou III 1965 |
| Premier Tonga                                                    | - 1941 Solomone Ula Ata 1949 |
| Król Transjordanii                                               | - 1946 Abd Allah 1949 |
| Prezydent Turcji                                                 | - 1938 İsmet İnönü 1950 |
| Premier Turcji                                                   | - 1947 Hasan Saka 1949 |
| Prezydent Urugwaju                                               | - 1947 Luis Batlle Berres 1951 |
| Prezydent USA                                                    | - 1945 Harry Truman 1953 |
| Prezydent Wenezueli                                              | - 1945 Rómulo Betancourt 1948 - 1948 Rómulo Gallegos 1948 - 1948 Carlos Delgado Chalbaud 1950                                             |
| Prezydent Węgier                                                 | - 1946 Zoltán Tildy 1948 - 1948 Árpád Szakasits 1950                                                                                      |
| Premier Węgier                                                   | - 1947 Lajos Dinnyés 1948 - 1948 István Dobi 1952                                                                                         |
| Monarcha Wielkiej Brytanii                                       | - 1936 Jerzy VI 1952 |
| Premier Wielkiej Brytanii                                        | - 1945 Clement Richard Attlee 1951 |
| Prezydent Wietnamu Północnego                                    | - 1945 Hồ Chí Minh 1969 |
| Premier Wietnamu Północnego                                      | - 1945 Hồ Chí Minh 1955 |
| Prezydent Włoch                                                  | - 1946 Enrico De Nicola 1948 - 1948 Luigi Einaudi 1955                                                                                    |
| Premier Włoch                                                    | - 1945 Alcide De Gasperi 1953 |
| Przywódca ZSRR                                                   | - 1924 Józef Stalin 1953 |
| Premier ZSRR                                                     | - 1941 Józef Stalin 1953 |

Rok 1948 / MCMXLVIII
stulecia: XIX wiek ~
XX wiek ~
XXI wiek

dziesięciolecia:
1910–1919 •
1920–1929 •
1930–1939 •
1940–1949
• 1950–1959
• 1960–1969
• 1970–1979

lata: 1938 «
1943 «
1944 «
1945 «
1946 «
1947 «
1948
» 1949
» 1950
» 1951
» 1952
» 1953
» 1958

## Rok 1948 ogłoszono
- Rokiem Świętym Jakubowym

## Wydarzenia w Polsce
- 7 stycznia – w Poznaniu założono wydawnictwo Pallottinum.
- 24 stycznia – o wschodzie słońca (7:09) w krakowskim Więzieniu Montelupich rozpoczęto wykonywanie wyroków zapadłych w pierwszym procesie oświęcimskim. Powieszono 21 skazanych w tym Arthura Liebehenschel – komendanta obozu, Hansa Aumeiera, Maxa Grabnera, Karla Ernsta Möckel, Marię Mandl.
- 14 lutego – odbył się pierwszy mecz reprezentacji Polski w piłce siatkowej kobiet z Czechosłowacją.
- 20 lutego – uruchomiono pierwszą po wojnie linię promową na trasie Świnoujście – Trelleborg.
- 22 lutego – dokonano oblotu samolotu szkolno-treningowego LWD Junak.
- 25 lutego – powstała Powszechna Organizacja „Służba Polsce”.
- 28 lutego – w swym pierwszym meczu reprezentacja Polski w piłce siatkowej mężczyzn przegrała w Warszawie z Czechosłowacją 2:3.
- 2 marca – wyrok w procesie kierownictwa Narodowych Sił Zbrojnych: ostatni dowódca, ppłk Stanisław Kasznica, oraz jego zastępca kpt. Lech Neyman skazani na śmierć i straceni (pozostali oskarżeni skazani na 7 do 15 lat więzienia).
- 3 marca – przed Rejonowym Sądem Wojskowym w Warszawie rozpoczął się proces Witolda Pileckiego.
- 8 marca – w Łodzi uruchomiono Wyższą Szkołę Filmową – tzw. „Filmówkę”.
- 10 marca – na spotkaniu przedstawiciele PPR i PPS podjęto decyzję o zjednoczeniu obu partii (z PPS w ciągu 1 roku wyrzucono ok. 250 tys., tj. około 1/3 członków sprzeciwiających się połączeniu z komunistami).
- 14 marca:
  - w swoim debiucie w pierwszej lidze Widzew Łódź pokonał Lecha Poznań 4:3.
  - założono Muzeum Północno-Mazowieckie w Łomży.
- 20 marca:
  - utworzono Akademię Lekarską w Szczecinie, przekształconą później w Pomorską Akademię Medyczną.
  - utworzono Akademię Lekarską w Bytomiu, obecnie Śląski Uniwersytet Medyczny w Katowicach.
- 3 kwietnia – decyzja KC PPR i CKW PPS o budowie Domu Zjednoczonej Partii Klasy Robotniczej i zbiórce funduszy na ten cel.
- 5 kwietnia – przed Najwyższym Trybunałem Narodowym w Gdańsku rozpoczął się proces gauleitera Alberta Forstera.
- 19 kwietnia – odsłonięto Pomnik Bohaterów Getta w Warszawie.
- 21 kwietnia – założono Morski Klub Sportowy Pogoń Szczecin.
- 24 kwietnia – dokonano oblotu szybowca IS-2 Mucha.
- 29 kwietnia – były namiestnik Okręgu Rzeszy Gdańsk-Prusy Zachodnie Albert Forster został skazany na karę śmierci przez Najwyższy Trybunał Narodowy w Gdańsku.
- 30 kwietnia – założono klub piłkarski Victoria Sianów.
- 1 maja – rozpoczął się pierwszy kolarski Wyścig Pokoju.
- 8 maja – w potyczce z NKWD zginął Mieczysław Niedziński ps. Men, ostatni przywódca zorganizowanego polskiego podziemia w okolicach Grodna.
- 14 maja – została utworzona Centralna Szkoła Prawnicza w Warszawie.
- 22 maja – Wojskowy Sąd Rejonowy w Warszawie wydał wyrok na działaczy Stronnictwa Narodowego: Tadeusz Maciński – śmierć, Marian Podymniak – dożywotnia kara więzienia, Leon Dziubecki – dożywotnia kara więzienia (zmarł w mokotowskim więzieniu zaledwie kilkanaście dni po ogłoszeniu wyroku).
- 25 maja – w więzieniu na Rakowieckiej w Warszawie wykonano wyrok śmierci na rotmistrzu Witoldzie Pileckim ps. Witold (w latach 1940–1943 dobrowolnie uwięziony w Auschwitz przygotowywał ucieczki i informował polskie podziemie o sytuacji w obozie).
- 4 czerwca – pilot Stanisław Skalski, najlepszy polski as myśliwski z okresu II wojny światowej, został aresztowany przez Ministerstwo Bezpieczeństwa Publicznego pod fałszywymi zarzutami szpiegostwa na rzecz Wielkiej Brytanii i USA.
- 6 czerwca – zainaugurowano rozgrywki o drużynowe mistrzostwo Polski w jeździe na żużlu.
- 26 czerwca – Reprezentacja Polski w piłce nożnej mężczyzn poniosła najwyższą porażkę w swej historii, przegrywając 0:8 z Danią w Kopenhadzie. W meczu tym jedyny występ w reprezentacji zaliczył Kazimierz Górski.
- Lipiec – ludność Polski wyniosła 24 mln osób.
- 12 lipca – emigracyjny przywódca PSL Stanisław Mikołajczyk przyjęty na audiencji przez Piusa XII.
- 18 lipca – 25 osób zmarło na skutek katastrofy na jeziorze Gardno.
- 21 lipca:
  - otwarcie we Wrocławiu Wystawy Ziem Odzyskanych.
  - utworzenie Związku Młodzieży Polskiej (kongres we Wrocławiu).
- 22 lipca – w Siedlcach, Bogdan Lipski ustanowił rekord Polski w biegu na 200 m wynikiem 21,8 s.
- 24 lipca – utworzono Instytut Badań Literackich w Warszawie.
- 30 lipca – minister finansów i handlu Hilary Minc przedstawił plan kolektywizacji polskiej wsi (m.in. rolników objęto obowiązkowymi dostawami: 85% zbóż, 50% ziemniaków i 50% żywca).
- 3 sierpnia – czworo żeglarzy zginęło w wyniku wypadku jachtu Poświst na Zatoce Gdańskiej.
- 25 sierpnia – we Wrocławiu rozpoczął się Światowy Kongres Intelektualistów w Obronie Pokoju.
- 31 sierpnia – rozpoczęło się plenum KC PPR, w czasie którego z funkcji pierwszego sekretarza odwołano Władysława Gomułkę. Zastąpił go Bolesław Bierut.
- Wrzesień – w Kamieńsku tłum zaatakował studentów inwentaryzujących kościoły.
- 3 września – stanowisko sekretarza generalnego PPR objął Bolesław Bierut (Władysław Gomułka odsunięty ze stanowiska przywódcy PPR).
- 4 września – władze komunistyczne zamknęły Tygodnik Warszawski, aresztowały jego dziennikarzy.
- 5 września – otwarto muzeum im. Mikołaja Kopernika we Fromborku.
- 25 października – zainaugurowała działalność Państwowa Filharmonia im. Mieczysława Karłowicza w Szczecinie.
- 5 listopada – rozpoczął się proces działaczy PPS-Wolność, Równość, Niepodległość.
- 6 listopada:
  - w Warszawie rozpoczął działalność Instytut Badań Literackich (propagował marksistowskie spojrzenie na problematykę historyczno-literacką całej literatury polskiej).
  - wodowanie SS Sołdek – pierwszego statku wybudowanego w Polsce po wojnie.
- 8 listopada – Dekret Ministerstwa Kultury i Sztuki powołał do życia Państwowy Zespół Ludowy Pieśni i Tańca „Mazowsze”.
- 12 listopada – Pius XII mianował prymasem Polski biskupa lubelskiego Stefana Wyszyńskiego.
- 18 listopada – Warszawa: czworo polskich aktorów stanęło przed sądem za udział w propagującym narodowy socjalizm filmie Powrót do ojczyzny.
- 19 listopada – ogłoszono wyroki w procesie przywódców PPS-Wolność-Równość-Niepodległość oskarżonych o szpiegostwo (od 2 do 10 lat kary więzienia otrzymali m.in. Kazimierz Pużak i Tadeusz Szturm de Sztrem).
- 20 listopada – powstał Państwowy Instytut Matematyczny (od 1952 roku Instytut Matematyczny PAN).
- 27 listopada – powstał pierwszy w Krakowie klub jazzowy.
- 5 grudnia:
  - otwarto Teatr w Grudziądzu.
  - w dodatkowym meczu o mistrzostwo Polski w piłce nożnej Cracovia pokonała Wisłę Kraków 3:1.
- 9 grudnia – powstały Zakłady Wytwórcze Lamp Elektrycznych im. Róży Luksemburg w Warszawie.
- 11 grudnia – w Zakopanem funkcjonariusze MBP aresztowali ostatniego Delegata Rządu na Kraj Jerzego Brauna i jego żonę.
- 14 grudnia – założono klub sportowy Górnik Zabrze.
- 15 grudnia:
  - po podjętych dzień wcześniej uchwałach zjednoczeniowych II Zjazdu Polskiej Partii Robotniczej i XXVIII Kongresu Polskiej Partii Socjalistycznej, nowa partia przyjęła nazwę „Polska Zjednoczona Partia Robotnicza”; w skład jej Biura Politycznego weszli: Józef Cyrankiewicz, Adam Rapacki i Henryk Świątkowski z PPS, z PPR zaś: Jakub Berman, Franciszek Jóźwiak, Hilary Minc, Stanisław Radkiewicz, Marian Spychalski, Roman Zambrowski i Aleksander Zawadzki oraz Bolesław Bierut, urzędujący prezydent RP.
  - w Warszawie zaprezentowano samochód ciężarowy Star 20.
- 16 grudnia – ukazały się pierwsze wydania Gazety Poznańskiej i Trybuny Ludu.
- 18 grudnia – uruchomiona została odbudowana po zniszczeniach wojennych latarnia morska w Niechorzu.
- 21 grudnia – na I Zjeździe PZPR Bolesław Bierut został wybrany I sekretarzem partii.
- 23 grudnia – początek procesu powstania komputerów w Polsce – seminarium entuzjastów, które odbyło się w gmachu Instytutu Fizyki Doświadczalnej, przy ulicy Hożej w Warszawie[1].
- 29 grudnia – decyzja Rady Ministrów o zniesieniu od 1 stycznia 1949 kartek na artykuły pierwszej potrzeby.
- 30 grudnia – w Pałacu Sztuki w Krakowie odbyła się I Wystawa Sztuki Nowoczesnej z udziałem Jerzego Nowosielskiego i Tadeusza Kantora.
- Rozpoczęto budowę Elektrowni Jaworzno II.
- Powstał klub piłkarski Unia – Piła Leżajsk.

## Wydarzenia na świecie
- 4 stycznia:
  - wojna domowa w Palestynie: 26 Arabów zginęło w zamachu bombowym przeprowadzonym przez żydowską organizację Irgun.
  - Birma uzyskała niepodległość (od Wielkiej Brytanii).
- 5/6 stycznia – wojna domowa w Palestynie: w nocy członkowie żydowskiej organizacji paramilitarnej Hagana zdetonowali bombę podłożoną w Hotelu Semiramis w osiedlu Katamon w Jerozolimie; zginęły 24 lub 26 osób.
- 7 stycznia – wojna domowa w Palestynie: 15 Arabów zginęło w zamachu bombowym w Jerozolimie dokonanym przez żydowską organizację Irgun.
- 12 stycznia – na rozkaz Stalina zamordowano w Mińsku przewodniczącego Żydowskiego Komitetu Antyfaszystowskiego Salomona Michoelsa.
- 16 stycznia – wojna domowa w Palestynie: arabska milicja działająca ze wsi Artuf zaatakowała żydowski konwój do Jerozolimy, zabijając 35 jego członków.
- 17 stycznia – na pokładzie amerykańskiego okrętu wojennego podpisano porozumienie rozejmowe między Indonezją i Holandią, sankcjonujące tymczasową suwerenność holenderską nad zajmowanymi terytoriami Indii Holenderskich i przewidujące przeprowadzenie referendów w celu rozstrzygnięcia ich przynależności.
- 21 stycznia – przyjęto flagę Quebecu.
- 30 stycznia:
  - w Delhi indyjski nacjonalista Nathuram Godse zastrzelił Mahatmę Gandhiego, którego obwiniał o odłączenie Pakistanu od Indii.
  - w rejonie Trójkąta Bermudzkiego zaginął samolot Avro Tudor IV, lecący z Londynu do Hawany z 31 osobami na pokładzie.
- 30 stycznia-8 lutego – odbyły się Zimowe Igrzyska Olimpijskie w Sankt Moritz (Szwajcaria).
- 31 stycznia – utworzono Federację Malajską.
- 4 lutego:
  - Cejlon (później pod nazwą Sri Lanka) uzyskał niepodległość, stając się członkiem Wspólnoty Brytyjskiej (król Jerzy VI stał się królem Cejlonu).
  - w Moskwie podpisano radziecko-rumuński traktat o przyjaźni, współpracy i wzajemnej pomocy.
- 13 lutego – założono niemiecki klub sportowy 1. FC Köln.
- 16 lutego – Gerard Kuiper odkrył Mirandę; najmniejszego z pięciu głównych księżyców Urana.
- 18 lutego:
  - ZSRR i Birma nawiązały stosunki dyplomatyczne.
  - ZSRR i Węgry zawarły w Moskwie traktat o przyjaźni, współpracy i pomocy wzajemnej.
  - John Aloysius Costello został premierem Irlandii.
- 19 lutego – w Norymberdze zakończył się proces 10 wysokiej rangi dowódców Wehrmachtu, którzy dopuścili się zbrodni w okupowanych przez III Rzeszę krajach bałkańskich (Jugosławia, Albania i Grecja) i w Norwegii.
- 21 lutego – w USA została założona Narodowa Organizacja Wyścigów Samochodów Seryjnych (NASCAR).
- 22 lutego – Jerozolima: 58 osób zginęło, a 123 zostały ranne w zamachu bombowym na brytyjskie samochody wojskowe, przeprowadzonym przez żydowską organizację podziemną Irgun.
- 25 lutego – komuniści przejęli władzę w Czechosłowacji.
- 7 marca – archipelag Dodekanez wrócił pod zarząd Grecji.
- 10 marca:
  - czechosłowacki minister spraw zagranicznych Jan Masaryk zginął wypadając w niewyjaśnionych okolicznościach z okna gmachu ministerstwa.
  - w Norymberdze zakończył się proces członków organizacji zajmujących się nazistowskimi programami rasowymi.
- 11 marca – wojna domowa w Palestynie: Arabowie zdetonowali samochód-pułapkę przed amerykańskim konsulatem i budynkami Agencji Żydowskiej w Jerozolimie. Zginęło 13 osób, a 84 zostały ranne.
- 12 marca – 30 osób zginęło w wyniku uderzenia samolotu Douglas DC-4 w zbocze wulkanu Sanford na Alasce.
- 17 marca:
  - Wielka Brytania, Francja, Belgia, Holandia i Luksemburg podpisały pakt brukselski – powstała Unia Zachodnia (sojusz wojskowy i gospodarczy).
  - w Fontanie w Kalifornii powstał Hells Angels Motorcycle Club.
- 18 marca – w Moskwie podpisano radziecko-bułgarski traktat o przyjaźni, współpracy i pomocy wzajemnej.
- 20 marca:
  - ZSRR opuścił Sojuszniczą Radę Kontroli Niemiec.
  - odbyła się 20. ceremonia wręczenia Oscarów.
- 22 marca – dokonano oblotu amerykańskiego samolotu szkolno-treningowego Lockheed T-33 Shooting Star.
- 27 marca – Wojna domowa w Palestynie: w mieście Naharijja Arabowie rozbili żydowski konwój z zaopatrzeniem dla kibucu Jechi’am; zginęło 47 osób.
- 30 marca – założono Biuro Budowy Maszyn Morskich „Malachit” z siedzibą na przedmieściach Leningradu.
- 31 marca – Duński Parlament przyjął tzw. Zasadę Samostanowienia, ustanawiającą status Wysp Owczych jako terytorium zależnego w obrębie Królestwa Danii.
- 1 kwietnia:
  - ZSRR wprowadził przymusową kontrolę transportów kierowanych do Berlina Zachodniego.
  - Dania przyznała szeroką autonomię Wyspom Owczym.
  - w Kenii założono Park Narodowy Tsavo.
- 3 kwietnia:
  - prezydent Harry Truman podpisał uchwaloną przez Kongres Stanów Zjednoczonych ustawę, wprowadzającą „Plan Marshalla”.
  - na południowokoreańskiej wyspie Czedżu wybuchło komunistyczne powstanie.
- 6 kwietnia – podpisano fińsko-radziecki układ o przyjaźni i pomocy wojskowej.
- 7 kwietnia – powstała Światowa Organizacja Zdrowia (WHO), w rocznicę tego dnia jest obchodzony Światowy Dzień Zdrowia.
- 9 kwietnia – została założona Chrześcijańsko-Demokratyczna Partia San Marino.
- 9–11 kwietnia – żydowskie oddziały paramilitarne Irgun i Lechi dokonały masakry we wsi Dajr Jasin. Zginęło ponad 100 Palestyńczyków.
- 12 kwietnia – zwycięstwo rebeliantów nad wojskami prokomunistycznego rządu w bitwie pod El Tejar-Cartago w Kostaryce.
- 13 kwietnia – wojna domowa w Palestynie: Arabowie rozbili żydowski konwój medyczny jadący z Dajr Jasin do Jerozolimy, zabijając 75 osób.
- 14 kwietnia – Amerykanie przeprowadzili pierwszy test bomby atomowej na atolu Eniwetok (operacja „Sandstone”).
- 16 kwietnia:
  - Harry Truman podpisał ustawę opartą na planie Marshalla.
  - powstała Organizacja Europejskiej Współpracy Gospodarczej (OEEC).
- 17 kwietnia – Amerykanin Harrison Dillard ustanowił rekord świata w biegu na 110 m ppł. wynikiem 13,6 s.
- 18 kwietnia – we Włoszech odbyły się pierwsze wybory parlamentarne po II wojnie światowej.
- 19 kwietnia – Birma została przyjęta do ONZ.
- 21 kwietnia – wojna domowa w Palestynie: po wycofaniu brytyjskiego kontyngentu wojskowego z portu Hajfa, żydowska organizacja bojowa Hagana zaatakowała tego samego dnia miasto, powodując ucieczkę 100 tys. Arabów i przejmując nad nim kontrolę po dwóch dniach walk.
- 23 kwietnia – wojna domowa w Palestynie: wojska żydowskie zdobyły Hajfę.
- 28 kwietnia – z Konstytucji Luksemburga usunięto postanowienie o jego neutralności.
- 30 kwietnia – podczas konferencji w Bogocie (Kolumbia) utworzono Organizację Państw Amerykańskich.
- 3 maja:
  - Kolumbia zerwała stosunki dyplomatyczne z ZSRR.
  - wojna domowa w Palestynie: żydowskie oddziały szturmowe Palmach rozpoczęły decydujący atak na Górną Galileę.
  - wyemitowano pierwsze wydanie CBS Evening News.
- 5 maja – został założony klub piłkarski CSKA Sofia.
- 7 maja – rozpoczął się kongres haski.
- 10 maja – wojna domowa w Palestynie: oddziały żydowskie zdobyły miasto Safed.
- 13 maja – wojna domowa w Palestynie: oddziały żydowskiego Irgunu zaatakowały opuszczoną przez Brytyjczyków Jafę.
- 14 maja – proklamacja niepodległości Izraela.
- 15 maja – wybuchła I wojna izraelsko-arabska. Na terytorium państwa żydowskiego w Palestynie wkroczyły oddziały wojsk egipskich, irackich, syryjskich, transjordańskich i libańskich.
- 16 maja – I wojna izraelsko-arabska: rozpoczęła się bitwa o Stare Miasto Jerozolimy.
- 19 maja – I wojna izraelsko-arabska: rozpoczęła się bitwa o Jad Mordechaj.
- 22 maja:
  - rozpoczęła się operacja Wiosna – akcja masowych deportacji na Litwie.
  - I wojna izraelsko-arabska: rozpoczęła się bitwa o Ramat Rachel.
- 27 maja – urzędujący prezydent Libanu Biszara al-Churi został wybrany przez parlament na drugą kadencję.
- 28 maja – I wojna izraelsko-arabska: powstały Siły Obronne Izraela.
- 29 maja – Rada Bezpieczeństwa ONZ powołała organizację UNTSO, mającą nadzorować zawieszenie broni w wojnie izraelsko-arabskiej.
- 2 czerwca – I wojna izraelsko-arabska: zwycięstwo wojsk izraelskich w I bitwie o Negba.
- 7 czerwca – prezydent Czechosłowacji Edvard Beneš odmówił podpisania nowej konstytucji ustanawiającej w Czechosłowacji ustrój komunistyczny i podał się do dymisji.
- 11 czerwca – I wojna izraelsko-arabska: wszedł w życie rozejm narzucony przez Radę Bezpieczeństwa ONZ.
- 14 czerwca – Klement Gottwald został prezydentem Czechosłowacji.
- 15 czerwca – Antonín Zápotocký został premierem Czechosłowacji.
- 20 czerwca – w Amsterdamie, Holenderka Fanny Blankers-Koen ustanowiła rekord świata w biegu na 80 m ppł. wynikiem 11,0 s.
- 21 czerwca:
  - na pierwszym komputerze opartym na architekturze von Neumanna, Manchester Small-Scale Experimental Machine, uruchomiono pierwszy zapisany w pamięci program komputerowy.
  - wprowadzono markę niemiecką w zachodnich strefach Niemiec.
- 22 czerwca – I wojna izraelsko-arabska: Siły Obronne Izraela zatopiły koło Tel Awiwu statek „Altalena”, przewożący broń podarowaną przez rząd francuski skrajnie prawicowej żydowskiej organizacji paramilitarnej Irgun.
- 24 czerwca – blokada Berlina: zawieszenie przez Związek Radziecki ruchu na szlaku kolejowym łączącym Berlin z amerykańską strefą okupacyjną w Niemczech rozpoczęło blokadę zachodnich sektorów miasta.
- 25 czerwca – Andrzej Bobkowski, pisarz emigracyjny związany z miesięcznikiem „Kultura”, wyjechał na stałe z Europy do Gwatemali.
- 26 czerwca:
  - 2 dni po wprowadzeniu radzieckiej lądowej blokady Berlina uruchomiono amerykański most powietrzny.
  - reprezentacja Polski w piłce nożnej poniosła najwyższą porażkę w swej historii, przegrywając 0:8 z Danią w Kopenhadze. W meczu tym swój jedyny reprezentacyjny występ zaliczył Kazimierz Górski.
- 28 czerwca:
  - kryzys jugosłowiański: Komunistyczna Partia Jugosławii została wykluczona z Kominformu.
  - w wyniku trzęsienia ziemi w mieście Fukui w środkowej części japońskiej wyspy Honsiu zginęło 5390 osób.
- 29 czerwca – w Południowej Afryce zakazano zawierania małżeństw pomiędzy białymi i czarnymi.
- 2 lipca – w Milwaukee, Jamajczyk Herb McKenley ustanowił rekord świata w biegu na 400 m wynikiem 45,9 s.
- 14 lipca – I wojna izraelsko-arabska: wojska izraelskie zbombardowały Kair.
- 15 lipca – nieudany zamach na przywódcę włoskich komunistów Palmiro Togliattiego.
- 29 lipca – w Londynie rozpoczęły się XIV Igrzyska Olimpijskie.
- 31 lipca – otwarto port lotniczy Nowy Jork.
- 6 sierpnia – holenderska lekkoatletka Fanny Blankers-Koen „Latająca gospodyni domowa” na Igrzyskach Olimpijskich w Londynie zdobyła trzy złote medale w konkurencjach indywidualnych (i czwarty w sztafecie).
- 15 sierpnia – Korea Południowa proklamowała niepodległość.
- 23 sierpnia – w Amsterdamie założono Światową Radę Kościołów.
- 30 sierpnia – w Rumunii powstała komunistyczna tajna policja Securitate.
- 4 września – abdykacja holenderskiej królowej Wilhelminy.
- 5 września – założono rumuński klub piłkarski CS Universitatea Craiova.
- 9 września – proklamowano Koreańską Republikę Ludowo-Demokratyczną.
- 11 września – Henri Queuille został premierem Francji.
- 17 września – żydowscy terroryści z Lechi zamordowali szwedzkiego dyplomatę, księcia Folke Bernadotte.
- 24 września – Sōichirō Honda założył korporację Honda Motor Company, która wówczas zajmowała się produkcją mopedów.
- 5 października – powstała IUCN; International Union for the Protection of Nature na Międzynarodowym Kongresie Ochrony Przyrody w Fontainebleau – późniejsza Międzynarodowa Organizacja Ochrony Przyrody i jej Zasobów.
- 6 października:
  - trzęsienie ziemi w Turkmenistanie pochłonęło około 170 tys. ofiar.
  - na Międzynarodowym Salonie Samochodowym w Paryżu został zaprezentowany Citroën 2CV.
- 28 października – została ustanowiona flaga Izraela.
- 29 października – I wojna izraelsko-arabska: izraelscy żołnierze dokonali masakry arabskiej wioski Safsaf w Galilei – zginęło 50-70 osób.
- 2 listopada – urzędujący prezydent Harry Truman wygrał wybory prezydenckie w USA.
- 8 listopada – w katastrofie lotniczej nad kanałem La Manche zginęło 8 osób, w tym sześciu zawodników reprezentacji Czechosłowacji w hokeju na lodzie.
- 12 listopada:
  - Tokio: Międzynarodowy Trybunał Wojskowy dla Dalekiego Wschodu skazał wszystkich oskarżonych japońskich wojskowych za dokonane zbrodnie w czasie II wojny światowej.
  - ostatni kurs tramwaju w Igławie.
- 15 listopada – Louis St. Laurent został premierem Kanady.
- 17 listopada:
  - został wycofany ze służby krążownik „Aurora”.
  - założono najstarszy w Nigerii Uniwersytet w Ibadanie.
- 19 listopada – chińska wojna domowa: zwycięstwo komunistów w bitwie pod Xuzhou.
- 1 grudnia – założono Ludowy Bank Chin.
  - Na plaży Somerton Beach w Adelaide, w Australii znaleziono ciało otrutego mężczyzny, którego próby ustalenia tożsamości zakończyły się fiaskiem. Sprawa ta nosi nazwę Tamam Shud.
- 2 grudnia – dokonano oblotu amerykańskiego samolotu szkolno-treningowego Beechcraft T-34 Mentor.
- 3 grudnia – wszedł w życie Traktat międzyamerykański o pomocy wzajemnej.
- 4 grudnia – utworzono Wolny Uniwersytet Berliński.
- 9 grudnia – podpisana została Konwencja ONZ w sprawie Zapobiegania i Karania Zbrodni Ludobójstwa.
- 10 grudnia – Zgromadzenie Ogólne ONZ uroczyście uchwaliło Powszechną Deklarację Praw Człowieka.
- 11 grudnia – w zachodnioniemieckim Heppenheim (Bergstraße) powstała Wolna Partia Demokratyczna (FDP).
- 14 grudnia:
  - w USA przyznano patent na pierwszą grę komputerową.
  - w wojskowym zamachu stanu został obalony prezydent Salwadoru Salvador Castro.
- 23 grudnia – wykonano wyroki śmierci na siedmiu japońskich zbrodniarzach wojennych, skazanych w procesie tokijskim.
- 26 grudnia:
  - kardynał József Mindszenty został uwięziony przez węgierskie władze komunistyczne.
  - myśliwiec Ła-168 jako pierwszy radziecki samolot osiągnął prędkość dźwięku w locie nurkowym.
- 28 grudnia:
  - premier Egiptu Mahmoud an-Nukrashi Pascha został zamordowany przez członka Bractwa Muzułmańskiego.
  - nad Trójkątem Bermudzkim zaginął bez śladu amerykański samolot pasażerski DC-3 z 32 osobami na pokładzie, lecący z San Juan na Portoryko do Miami.
- 31 grudnia – zawarto zawieszenie broni w I wojnie indyjsko-pakistańskiej.

## Urodzili się
- 1 stycznia:
  - Samuel Robinson amerykański koszykarz
  - Tadeusz Cegielski, polski historyk
  - Ivan Devčić, chorwacki duchowny katolicki, arcybiskup Rijeki
  - Jan Musiał, polski polityk, nauczyciel akademicki, senator RP
  - Jerzy Niemczuk, polski pisarz
  - Stanisław Żytkowski, polski prawnik, senator RP (zm. 2022)
- 2 stycznia:
  - Jacky Duguépéroux, francuski piłkarz i trener
  - Janusz Pałubicki, polski historyk sztuki, polityk, minister-koordynator służb specjalnych
  - Anna Popowicz, polska prawnik, urzędnik państwowy (zm. 2022)
  - Marek Rudnicki, polski chirurg, profesor, działacz opozycyjny
  - Ryszard Szadziewski, polski entomolog
- 3 stycznia:
  - Jan Bazen, holenderski łyżwiarz szybki
  - Manfred Kokot, niemiecki lekkoatleta, sprinter
  - Donato Negro, włoski duchowny katolicki, arcybiskup Otranto
- 4 stycznia:
  - Kazimierz Sterkowicz, polski inżynier, samorządowiec, burmistrz Gorlic
  - Halina Talaga, polska polityk, posłanka na Sejm RP
  - Eugeniusz Wycisło, polski polityk, poseł na Sejm RP
- 5 stycznia:
  - Josef Dirnbeck, austriacki teolog katolicki, reżyser teatralny, pisarz
  - Longin Komołowski, polski polityk, minister pracy, poseł na Sejm RP, wicepremier (zm. 2016)
  - Ryszard Kruk, polski siatkarz, trener (zm. 2018)
  - Ted Lange, amerykański aktor
  - František Lobkowicz, czeski duchowny katolicki, biskup ostrawsko-opawski (zm. 2022)
- 6 stycznia:
  - Teresa Marczewska, polska aktorka
  - Piotr Skarga, polski aktor
  - Jan Widacki, polski prawnik, adwokat, dyplomata
  - Bob Wise, amerykański polityk
- 7 stycznia:
  - Krzysztof Barański, polski poeta (zm. 2025)
  - Javier Fernández Fernández, hiszpański polityk, prezydent Asturii
  - Tadeusz Gapiński, polski piłkarz
  - Koloman Gögh, czeski piłkarz, trener pochodzenia węgierskiego (zm. 1995)
  - Zmago Jelinčič Plemeniti, słoweński przedsiębiorca, polityk
  - Kenny Loggins, amerykański piosenkarz, muzyk, kompozytor
  - Ichirō Mizuki, japoński piosenkarz, aktor, seiyū (zm. 2022)
  - Nikołaj Nogowicyn, rosyjski kombinator norweski
  - Hermes Ramírez, kubański lekkoatleta, sprinter (zm. 2024)
- 8 stycznia:
  - Jerzy Kaczmarek, polski florecista
  - Gillies MacKinnon, szkocki reżyser filmowy
- 9 stycznia:
  - Susana Dosamantes, meksykańska aktorka (zm. 2022)
  - Ian Randall, brytyjski historyk protestantyzmu
  - Jan Tomaszewski, polski piłkarz, bramkarz, polityk, poseł na Sejm RP
  - Grzegorz Wiśniewski, polski historyk kultury, eseista, tłumacz
- 10 stycznia:
  - Donald Fagen, amerykański muzyk, wokalista, kompozytor, członek zespołu Steely Dan
  - Teresa Graves, amerykańska aktorka, piosenkarka (zm. 2002)
  - Mischa Maisky, łotewski wiolonczelista
  - Bernard Thévenet, francuski kolarz szosowy
- 11 stycznia:
  - Ján Čapkovič, słowacki piłkarz
  - Jozef Čapkovič, słowacki piłkarz
  - Terry Goodkind, amerykański pisarz fantasy (zm. 2020)
  - Joe Harper, szkocki piłkarz, trener
  - Evelyn Konou, marszalska polityczka (zm. 2020)
  - Eleazar Soria, peruwiański piłkarz (zm. 2021)
  - Terry Williams, brytyjski perkusista, członek zespołów Rockpile(inne języki) i Dire Straits
  - Manfred Wolf, niemiecki skoczek narciarski
- 12 stycznia:
  - Aziz ad-Duwajk, palestyński polityk
  - Anthony Andrews, brytyjski aktor
  - Erminio Azzaro, włoski lekkoatleta, skoczek wzwyż
  - Jacek Buchacz, polski ekonomista, polityk, wiceminister zdrowia, minister współpracy gospodarczej z zagranicą
  - Brendan Foster, brytyjski lekkoatleta, średnio- i długodystansowiec
  - William Nicholson, brytyjski prozaik, dramaturg, scenarzysta filmowy
  - Natalija Sajko, rosyjska aktorka
  - Włodzimierz Wojciechowski, polski piłkarz
- 13 stycznia:
  - Leon Hendrix, amerykański gitarzysta, kompozytor
  - Henryk Wąsowicz, polski historyk
- 14 stycznia:
  - Giovanni D’Alise, włoski duchowny katolicki, biskup Caserty (zm. 2020)
  - Lech Koliński, polski architekt, nauczyciel akademicki
  - Birgitta Lindström, fińska tenisistka
  - Jean-Paul Rostagni, francuski piłkarz
  - Jocky Scott, szkocki piłkarz, trener
  - Giampiero Ventura, włoski piłkarz, trener
  - Carl Weathers, amerykański aktor, reżyser i producent filmowy i telewizyjny (zm. 2024)
- 15 stycznia:
  - Joanna Helander, polska fotografka, pisarka, tłumaczka, reżyserka filmów dokumentalnych
  - Aldona Orłowska, polska pływaczka, piosenkarka
  - Claudio Scajola, włoski polityk
- 16 stycznia:
  - John Carpenter, amerykański reżyser filmowy
  - Cliff Thorburn, kanadyjski snookerzysta
  - Bogumił Czubacki, polski polityk, samorządowiec, burmistrz Sochaczewa
- 17 stycznia:
  - Eddie Gray, szkocki piłkarz, trener piłkarski
  - Jim Ladd, amerykański didżej i osobowość radiowa (zm. 2023)
  - Roman Lasocki, polski skrzypek, pedagog
  - Davíð Oddsson, islandzki polityk, premier Islandii
- 18 stycznia – Marek Hendrykowski, polski filmoznawca, wykładowca akademicki
- 19 stycznia:
  - Janusz Bryczkowski, polski przedsiębiorca, polityk nacjonalistyczny
  - Wojciech Iwańczak, polski historyk, mediewista
  - Jerzy Kenar, polski rzeźbiarz
  - Algimantas Matulevičius, litewski ekonomista, polityk (zm. 2024)
  - Nancy Kress, amerykańska pisarka science fiction i fantasy
  - Ryszard Setnik, polski polityk, poseł na Sejm RP
- 20 stycznia – Lech Sołuba, polski aktor (zm. 2024)
- 21 stycznia:
  - Stefan Michał Kwiatkowski, polski technolog kształcenia, profesor nauk humanistycznych, nauczyciel akademicki
  - Franciszek Maśluszczak, polski malarz, grafik, rysownik
- 22 stycznia:
  - Grażyna Ancyparowicz, polska ekonomistka
  - Zofia Borca, polska wokalistka, członkini zespołu Respekt
  - Edward Jurkiewicz, polski koszykarz, trener
  - Ewa Kania, polska aktorka, reżyserka dubbingu
  - Liz Lynne, brytyjska aktorka, polityk
  - Fabio Mussi, włoski działacz komunistyczny, polityk
  - Anne Northup, amerykańska polityk
  - Edward Radziewicz, polski związkowiec
  - André Rey, francuski piłkarz, bramkarz
- 23 stycznia:
  - Michel de Decker, francuski historyk (zm. 2019)
  - Andrzej Matysiak, polski kajakarz, trener (zm. 2025)
  - Javier Salinas Viñals, hiszpański duchowny katolicki, biskup Majorki
- 24 stycznia:
  - Michael Des Barres, brytyjski aktor, piosenkarz
  - Jan Malicki, polski historyk literatury, bibliotekarz
  - Caj Malmberg, fiński zapaśnik
  - Miklós Németh, węgierski polityk, premier Węgier
  - Jacek Ziobrowski, polski adwokat
- 25 stycznia:
  - Niwatthamrong Boonsongpaisan, tajski przedsiębiorca, polityk, p.o. premiera Tajlandii
  - Hasse Börjes, szwedzki łyżwiarz szybki
  - Wojciech Mann, polski dziennikarz muzyczny
  - Chalifa ibn Zajid Al Nahajjan, polityk ze Zjednoczonych Emiratów Arabskich, prezydent (zm. 2022)
- 26 stycznia – Sven-Åke Lundbäck, szwedzki biegacz narciarski
- 27 stycznia:
  - Michaił Barysznikow, rosyjski tancerz
  - Valeri Brainin, rosyjsko-niemiecki poeta, muzykolog
  - Stanisław Tymiński, polski przedsiębiorca, polityk
- 28 stycznia:
  - René Blattmann, boliwijski prawnik
  - Kazimierz Kościelny, polski samorządowiec, wicemarszałek województwa wielkopolskiego (zm. 2012)
  - Celso Morga Iruzubieta, hiszpański duchowny katolicki, arcybiskup Méridy-Badajoz
  - Sebastián Taltavull Anglada, hiszpański duchowny katolicki, biskup Majorki
  - Charles Taylor, liberyjski polityk, prezydent Liberii
  - Bennie Thompson, amerykański polityk, kongresman USA
- 29 stycznia:
  - Halina Golanko, polska modelka, aktorka
  - Raymond Keene, angielski szachista
  - Guido Knopp, niemiecki dziennikarz, historyk i pisarz
  - Mamoru Mōri, japoński astronauta
  - Marc Singer, kanadyjski aktor
- 30 stycznia:
  - Miguel Canto, meksykański bokser
  - Sergio Cofferati, włoski związkowiec, polityk
  - John Dufresne, amerykański pisarz pochodzenia kanadyjskiego
  - Gert Heidler, niemiecki piłkarz
  - Stefan Jurkowski, polski poeta, krytyk literacki, dziennikarz, publicysta
  - Stanisław Remuszko, polski dziennikarz, publicysta, socjometra (zm. 2020)
  - Anna Szaleńcowa, polska nauczycielka, instruktor ZHP
  - Wu Den-yih, tajwański polityk, premier i wiceprezydent Tajwanu
  - Akira Yoshino, japoński chemik, laureat Nagrody Nobla
- 31 stycznia:
  - Per Bjørang, norweski łyżwiarz szybki
  - Maria Kleitz-Żółtowska, polska prawnik, działaczka związkowa, polityk, poseł na Sejm RP (zm. 2011)
  - Jean-Clément Martin, francuski historyk
  - Gian-Matteo Ranzi, włoski zapaśnik
- 1 lutego:
  - László Bálint, węgierski piłkarz
  - Krzysztof Kiwerski, polski reżyser i scenarzysta
  - Jerzy Matałowski, polski aktor (zm. 2013)
- 2 lutego:
  - Remi Adefarasin, brytyjski operator filmowy
  - Janusz Batugowski, polski piłkarz (zm. 2022)
  - Adolfas Šleževičius, litewski polityk, premier Litwy (zm. 2022)
- 3 lutego:
  - Andrzej Stania, polski inżynier, samorządowiec (zm. 2024)
  - Carlos Filipe Ximenes Belo, wschodniotimorski duchowny katolicki, obrońca praw człowieka
- 4 lutego:
  - Ram Baran Yadav, nepalski polityk, prezydent Nepalu
  - Alice Cooper, amerykański muzyk rockowy
  - Gustaw Czerwik, polski ślusarz i polityk, poseł na Sejm PRL VIII kadencji
  - Rod Grams, amerykański polityk, senator ze stanu Minnesota (zm. 2013)
  - Ryszard Grodzicki, polski prawnik, polityk, poseł na Sejm II kadencji
- 5 lutego:
  - Sven-Göran Eriksson, szwedzki piłkarz, trener (zm. 2024)
  - Christopher Guest, amerykański aktor, reżyser filmowy, kompozytor
  - Barbara Hershey, amerykańska aktorka
  - Errol Morris, amerykański reżyser, scenarzysta i producent filmowy
  - Roy Norris, amerykański seryjny morderca (zm. 2020)
  - Tom Wilkinson, brytyjski aktor (zm. 2023)
- 6 lutego:
  - José Luis Capón, hiszpański piłkarz (zm. 2020)
  - Janusz Koman, polski kompozytor
  - Claude Le Roy, francuski piłkarz, trener
  - Carlos Marrodán, hiszpański poeta, tłumacz
  - Anna Musiałówna, polska tancerka baletowa, fotograf
  - Adolfo Yllana, izraelski duchowny katolicki
- 7 lutego:
  - Josef Ackermann, szwajcarski bankowiec, menedżer
  - Prakash Karat, indyjski polityk
  - Aneta Łastik, polska piosenkarka
  - Richard Prebble, nowozelandzki polityk
  - Jana Preissová, czeska aktorka
- 8 lutego:
  - Jan Such, polski siatkarz, trener
  - o. Jan Góra, polski zakonnik, organizator ogólnopolskich spotkań młodzieży w Lednicy (zm. 2015)
- 9 lutego:
  - Emil Panek, polski ekonomista
  - Guy Standing, brytyjski ekonomista
  - Tadeusz Syryjczyk, polski polityk
- 10 lutego:
  - Luis Armando Collazuol, argentyński duchowny katolicki
  - Ryszard Krzyminiewski, polski fizyk (zm. 2022)
- 11 lutego – Gerhard Wucherer, niemiecki lekkoatleta
- 12 lutego:
  - Krzysztof Dybciak, polski krytyk i historyk literatury
  - Bernd Franke, niemiecki piłkarz, bramkarz
  - Raymond Kurzweil, amerykański informatyk, naukowiec, pisarz, futurolog
  - Nicholas Soames, brytyjski polityk
- 13 lutego:
  - Eizō Kenmotsu, japoński gimnastyk
  - Jan Kowalik, polski nauczyciel, samorządowiec, polityk, poseł na Sejm RP
  - Josu Ortuondo Larrea, hiszpański i baskijski samorządowiec, polityk
  - Jean-Yves Potel, francuski historyk, politolog, pisarz, dyplomata
  - Edmund Puczyłowski, polski matematyk (zm. 2021)
- 14 lutego:
  - Renata Basta, polska polityk, posłanka na Sejm IV kadencji
  - Joanna Sachse, polska filolog
- 15 lutego:
  - Radislav Krstić, serbski generał, zbrodniarz wojenny
  - Seiji Ōko, japoński siatkarz
  - Art Spiegelman, amerykański rysownik pochodzenia żydowskiego
- 16 lutego:
  - John Fleming, irlandzki duchowny katolicki, biskup Killala
  - Jaromír Hanzlík, czeski aktor
  - Jerzy Langer, polski polityk
  - Armando Trasarti, włoski duchowny katolicki, biskup Fano-Fossombrone-Cagli-Pergola
- 17 lutego:
  - György Cserhalmi, węgierski aktor
  - Janusz Gmitruk, polski historyk
  - José José, meksykański piosenkarz i aktor (zm. 2019)
- 18 lutego:
  - Anna Mąka, polska saneczkarka
  - Marian Szarama, polski piłkarz, trener
  - Marv Winkler, amerykański koszykarz
- 19 lutego:
  - Tony Iommi, brytyjski gitarzysta, członek zespołu Black Sabbath
  - Byron Lichtenberg, amerykański inżynier, pilot myśliwski i astronauta
- 20 lutego:
  - Leszek Bobrzyk, polski inżynier, samorządowiec, prezydent Lublina
  - Andrzej Lussa, polski lekarz, samorządowiec, prezydent Białegostoku (zm. 1995)
  - Jennifer O’Neill, amerykańska aktorka
  - Christopher Pissarides, cypryjsko-brytyjski ekonomista
  - Radosław Piwowarski, polski reżyser filmowy
  - Natan Szaranski, izraelski pisarz, polityk, były dysydent radziecki
  - Billy Zoom, amerykański gitarzysta, członek zespołu X
- 21 lutego
  - Jiřina Křížová, czeska hokeistka na trawie
  - Małgorzata Potocka, polska tancerka, reżyserka, choreograf, pedagog
- 22 lutego:
  - John Ashton, amerykański aktor (zm. 2024)
  - Dennis Awtrey, amerykański koszykarz
  - Márta Mátrai, węgierska prawniczka i polityczka
  - Krzysztof Miklas, polski dziennikarz i komentator sportowy
  - Roman Pokora, ukraiński piłkarz, trener (zm. 2021)
  - Stanisław Żwiruk, polski samorządowiec, prezydent Tarnobrzega
- 23 lutego:
  - Trevor Cherry, angielski piłkarz (zm. 2020)
  - Wanda Ciarkowska, polski psycholog (zm. 2023)
- 24 lutego:
  - Jayaram Jayalalitha, indyjska aktorka, polityk, tancerka, wokalistka, producentka filmowa, pisarka i publicystka (zm. 2016)
  - Walter Smith, szkocki piłkarz i menedżer piłkarski (zm. 2021)
  - Tim Staffell, brytyjski wokalista, basista i gitarzysta rockowy
- 25 lutego:
  - Bernard Bosson, francuski adwokat, polityk (zm. 2017)
  - Danny Denzongpa, indyjski aktor
  - Friedrich Koncilia, austriacki piłkarz, bramkarz, trener
  - Ryszard Markiewicz, polski prawoznawca i radca prawny
  - Andrzej Szarawarski, polski polityk, poseł na Sejm RP
- 26 lutego:
  - Jerzy Granowski, polski dziennikarz, poeta, grafik i rzeźbiarz
  - Aleksandra Jewtuchowicz, polska ekonomistka (zm. 2016)
- 27 lutego: 
  - Elżbieta Jarosik, polska aktorka
  - Edward Szymczak, polski trener lekkoatletyczny
- 28 lutego:
  - Steven Chu, amerykański fizyk, polityk pochodzenia chińskiego, laureat Nagrody Nobla
  - Jadwiga Drążek, polska lekkoatletka, biegaczka
  - Mike Figgis, brytyjski reżyser filmowy, pisarz i kompozytor
  - Kjell Isaksson, szwedzki lekkoatleta
  - Bernadette Peters, amerykańska aktorka, piosenkarka
  - Mercedes Ruehl, amerykańska aktorka
  - Edmund Stachowicz, polski polityk, samorządowiec, poseł na Sejm IV kadencji, prezydent Starogardu Gdańskiego
- 29 lutego:
  - Iwo Byczewski, polski prawnik
  - Chung Un-chan, południowokoreański ekonomista, wykładowca akademicki
  - Richie Cole, amerykański saksofonista jazzowy, kompozytor, aranżer (zm. 2020)
  - Gérard Darmon, francuski aktor i scenarzysta filmowy
  - Ken Foree, amerykański aktor
  - Seiji Isobe, japoński karateka
  - Irina Kupczenko, rosyjska aktorka
  - Patricia A. McKillip, amerykańska pisarka fantasy (zm. 2022)
- 1 marca
  - Józef Antoniak, polski piłkarz, trener
  - Susanne Eberstein, szwedzka prawnik, polityk
  - Hamlet İsaxanlı, azerski matematyk, prozaik, poeta
  - Bazyli (Karajiannis), cypryjski biskup prawosławny
  - Jean-François Mancel, francuski polityk
  - Burning Spear, jamajski muzyk
- 2 marca:
  - Larry Carlton, amerykański gitarzysta
  - Andrei Linde, rosyjsko-amerykański fizyk teoretyczny
  - Krzysztof Majchrzak, polski aktor
- 3 marca:
  - Enrique Meza, meksykański piłkarz, bramkarz, trener
  - Snowy White, brytyjski gitarzysta bluesowy
- 4 marca:
  - Kazimierz Cwynar, polski gitarzysta basowy, wokalista, multiinstrumentalista
  - James Ellroy, amerykański pisarz
  - Shakin’ Stevens, walijski piosenkarz
  - Kazimierz Lenczowski, polski koszykarz, działacz klubowy
- 5 marca:
  - Kazimierz Czarnecki, polski sztangista
  - Eddy Grant, brytyjski muzyk reggae
  - Elaine Paige, brytyjska piosenkarka i aktorka
- 6 marca:
  - Zbigniew Górny, polski muzyk
  - Ralph Hutton, kanadyjski pływak
- 7 marca:
  - Juan Eslava Galán, hiszpański pisarz, publicysta
  - Karl Schlögel, niemiecki historyk
  - Hans-Werner Sinn, niemiecki ekonomista
  - Szamil Tarpiszczew, rosyjski tenisista, trener, działacz sportowy pochodzenia
- 8 marca – Sam Lacey, amerykański koszykarz (zm. 2014)
- 9 marca:
  - Emma Bonino, włoska polityk
  - Daniela Chrapkiewicz, polska polityk, lekarz, posłanka na Sejm V, VI i VII kadencji
  - László Lovász, węgierski matematyk
  - Jeffrey Osborne, amerykański piosenkarz
- 10 marca:
  - Jean-Pierre Adams, francuski piłkarz pochodzenia senegalskiego (zm. 2021)
  - Paul Badde, niemiecki historyk, dziennikarz
  - Austin Carr, amerykański koszykarz, komentator sportowy
  - Pat Gallagher, irlandzki polityk
  - Rubén Glaria, argentyński piłkarz, trener
  - Zbigniew Grzegorzewski, polski tłumacz języka migowego, pedagog
  - Sanji Inoue, japoński kolarz torowy
- 11 marca:
  - Dominique Sanda, francuska aktorka
  - Jan Schelhaas, brytyjski muzyk, członek zespołów Caravan i Camel
  - John Trapp, amerykański koszykarz
- 12 marca:
  - Virginia Bottomley, brytyjska polityk
  - Sandra Brown, amerykańska pisarka
  - Kent Conrad, amerykański polityk, senator ze stanu Dakota Północna
  - Krystyna Ostromęcka, polska siatkarka
  - Karol Stopa, polski dziennikarz sportowy
  - James Taylor, amerykański piosenkarz, gitarzysta, kompozytor, autor tekstów piosenek
  - Ole Thestrup, duński aktor (zm. 2018)
- 13 marca: 
  - Fritz Leandré, haitański piłkarz (zm. ?)
  - Alberto Manguel, argentyński pisarz, tłumacz i redaktor
  - Ali Mohamed Shein, zanzibarski i tanzański polityk, prezydent Zanzibaru
- 14 marca:
  - Józef Berger, polski pedagog, polityk, poseł na Sejm RP
  - Tom Coburn, amerykański polityk, senator ze stanu Oklahoma (zm. 2020)
  - Billy Crystal, amerykański aktor i pisarz
  - Joaquim Mendes, portugalski duchowny katolicki, biskup pomocniczy Patriarchatu Lizbony
  - Bernd Stange, niemiecki trener piłkarski i były piłkarz.
- 15 marca:
  - David Albahari, serbski pisarz (zm. 2023)
  - Stanisław Prutis, polski prawnik, polityk, wojewoda białostocki
  - Tomek Tryzna, polski reżyser filmowy, pisarz
  - Dimbi Tubilandu, piłkarz z Demokratycznej Republiki Konga, bramkarz (zm. 2021)
- 16 marca:
  - Elżbieta Jasińska, polska aktorka
  - Julian Ozimek, polski samorządowiec, wicemarszałek województwa podkarpackiego, burmistrz Niska
  - Maciej Pinkwart, polski pisarz, dziennikarz, wykładowca, nauczyciel
  - Margaret Weis, amerykańska pisarka fantasy
- 17 marca:
  - William Gibson, amerykański pisarz science fiction
  - Alex MacDonald, szkocki piłkarz, trener
- 18 marca:
  - Baciro Candé, piłkarz i trener z Gwinei Bissau
  - Marek Kazimierz Kamiński, polski historyk (zm. 2020)
- 19 marca
  - An Han-yeong, południowokoreański zapaśnik
  - Miroslav Janota, czeski zapaśnik
- 20 marca:
  - John de Lancie, amerykański aktor
  - Bobby Orr, kanadyjski hokeista
- 21 marca:
  - Scott Fahlman, amerykański informatyk
  - Krzysztof Szewczyk, polski dziennikarz
- 22 marca:
  - Bernard Dietz, niemiecki piłkarz
  - Jacek Moskwa, polski dziennikarz
  - Marek Sadowski, polski prawnik, polityk
  - Andrew Lloyd Webber, brytyjski kompozytor, producent muzyczny
- 23 marca:
  - Bogusław Ciesielski, polski samorządowiec, prezydent Kielc
  - Helga Hirsch, niemiecka dziennikarka, publicystka
  - Willi Hoffmann, niemiecki piłkarz
  - Penelope Milford, amerykańska aktorka
- 24 marca:
  - Ferenc Debreczeni, węgierski perkusista, członek zespołu Omega
  - Volker Finke, niemiecki trener piłkarski
  - Jerzy Kukuczka, polski alpinista i himalaista (zm. 1989)
  - Delio Onnis, argentyński piłkarz i trener
- 25 marca:
  - Bonnie Bedelia, amerykańska aktorka
  - Maria Potępa, polska polityk, lekarka, posłanka na Sejm IV kadencji
- 26 marca:
  - Tomasz Grochoczyński, polski aktor
  - Richard Tandy, brytyjski keyboardzista, gitarzysta, wokalista, członek zespołu Electric Light Orchestra (zm. 2024)
  - Steven Tyler, amerykański wokalista, współzałożyciel zespołu Aerosmith
- 27 marca:
  - Adam Baumann, polski aktor (zm. 2021)
  - Jens-Peter Bonde, duński polityk, europarlamentarzysta (zm. 2021)
  - Milada Karbanová, czeska lekkoatletka, skoczkini wzwyż
  - Edgar Selge, niemiecki aktor
- 28 marca:
  - Veli-Pekka Ketola, fiński hokeista, trener
  - Gennaro Pascarella, włoski duchowny katolicki, biskup Pozzuoli
  - Nina Smolejewa, rosyjska siatkarka
  - Dianne Wiest, amerykańska aktorka
- 29 marca:
  - Bud Cort, amerykański aktor, reżyser i scenarzysta filmowy
  - Andrzej Kryże, polski prawnik, sędzia, polityk
  - Henryk Narewski, polski malarz, grafik, animator kultury
- 30 marca:
  - Eddie Jordan, irlandzki specjalista ds. Formuły 1 (zm. 2025)
  - Method Kilaini, tanzański duchowny katolicki, biskup pomocniczy Bukoby
- 31 marca:
  - Al Gore, amerykański polityk, wiceprezydent USA, laureat Pokojowej Nagrody Nobla
  - Edward Lachman, amerykański operator filmowy
  - Rhea Perlman, amerykańska aktorka pochodzenia żydowskiego
  - Gustaaf Van Cauter, belgijski kolarz szosowy
  - Enrique Vila-Matas, hiszpański pisarz
- 1 kwietnia:
  - Szelomo Amar, izraelski rabin
  - Kazimierz Biculewicz, polski poeta (zm. 2022)
  - Jimmy Cliff, jamajski muzyk reggae
  - Javier Irureta, hiszpański piłkarz, trener narodowości baskijskiej
  - Bogdan Jakubowski, polski bokser
  - Wojciech Jasiński, polski polityk, poseł na Sejm RP, minister skarbu państwa
  - Zbigniew Jeż, polski grafik
  - Saverio Marconi, włoski aktor, reżyser teatralny
  - Stanisław Obertaniec, polski polityk, senator RP
  - Giorgio Rossi, włoski kolarz torowy
- 2 kwietnia:
  - Joseph Fargis, niemiecki jeździec sportowy
  - Gabriel Kicsid, rumuński piłkarz ręczny pochodzenia węgierskiego
  - Piotr Krukowski, polski aktor
  - Anna Sobecka, polska dziennikarka, publicystka, tłumaczka
  - Joan D. Vinge, amerykańska pisarka science fiction
- 3 kwietnia:
  - Garrick Ohlsson, amerykański pianista
  - Carlos Salinas de Gortari, meksykański ekonomista i polityk, prezydent Meksyku w latach 1988–1994
  - Hans-Georg Schwarzenbeck, niemiecki piłkarz
  - Jaap de Hoop Scheffer, holenderski polityk, sekretarz generalny NATO
- 4 kwietnia:
  - Jila Mossaed, szwedzko-irańska pisarka i poetka
  - Dan Simmons, amerykański pisarz fantasy i science fiction
  - Pick Withers, brytyjski perkusista, członek zespołu Dire Straits
- 5 kwietnia:
  - Heorhij Ahratina, ukraiński muzyk, multiinstrumentalista, kompozytor
  - Pierre-Albert Chapuisat, szwajcarski piłkarz, trener
  - Dave Holland, członek zespołów Judas Priest i Trapeze (zm. 2018)
  - Roy McFarland, angielski piłkarz, trener
  - Krystian Martinek, niemiecki aktor
- 6 kwietnia:
  - Wojciech Bruślik, polski wokalista, muzyk, kompozytor
  - Philippe Garrel, francuski reżyser, scenarzysta i producent filmowy
  - Jo Leinen, niemiecki prawnik, polityk
  - Vítězslav Mácha, czeski zapaśnik (zm. 2023)
  - Robert Tromski, polski polityk, poseł na Sejm RP I kadencji (zm. 2021)
  - Andrzej Zubek, polski dyrygent, pianista, kompozytor i aranżer
- 7 kwietnia:
  - Pietro Anastasi, włoski piłkarz (zm. 2020)
  - Ecaterina Andronescu, rumuński chemik i polityk
  - Paul Raci, amerykański aktor
  - John Oates, amerykański muzyk
  - Arnie Robinson, amerykański lekkoatleta, skoczek w dal (zm. 2020)
- 8 kwietnia:
  - Danuta Hübner, polska polityk, eurokomisarz
  - Ekkehard Teichreber, niemiecki kolarz przełajowy
- 9 kwietnia:
  - Jaya Bhaduri, indyjska aktorka i polityk
  - Yves Dassonville, francuski polityk, Wysoki Komisarz Nowej Kaledonii (zm. 2021)
  - Siergiej Lebiediew, rosyjski wojskowy i funkcjonariusz służb specjalnych
  - Patty Pravo, włoska piosenkarka
- 10 kwietnia:
  - Helena Pyz, polska lekarka i misjonarka świecka
  - Junko Sawamatsu, japońska tenisistka
- 11 kwietnia:
  - Ewa Gryziecka, polska lekkoatletka, oszczepniczka
  - Gieorgij Jarcew, rosyjski piłkarz, trener (zm. 2022)
  - Marcello Lippi, włoski trener piłkarski i były piłkarz
  - Władysław Lisewski, prezydent Szczecina (zm. 2021)
  - Jerzy Rogalski, polski aktor
- 12 kwietnia:
  - Juan Manuel Álvarez, meksykański piłkarz, trener (zm. 2025)
  - Joschka Fischer, niemiecki polityk, minister spraw zagranicznych
  - Jean-Claude Kaufmann, francuski socjolog
- 13 kwietnia:
  - Wojciech Dyszkiewicz, polski torakochirurg
  - Antoni Gawron, polski biolog
  - Guy Harpigny, belgijski duchowny katolicki, biskup Tournai
  - Drago Jančar, słoweński prozaik, dramaturg, eseista
  - Maciej Sadowski, polski artysta grafik
  - Piotr Sommer, polski poeta, eseista, tłumacz współczesnej poezji anglosaskiej
- 14 kwietnia:
  - Hanna Maria Giza, polska aktorka, dziennikarka
  - Antoni Karwowski, polski malarz, performer
  - Jan Michalik, polski zapaśnik (zm. 2022)
  - June Millington, amerykańska gitarzystka, kompozytorka, autorka tekstów, producentka muzyczna pochodzenia filipińskiego, członkini zespołu Fanny
  - Maria Olszewska, polska polityk, prawnik, posłanka na Sejm II kadencji (zm. 1995)
- 15 kwietnia:
  - Piotr Kuźniak, polski wokalista, multiinstrumentalista, kompozytor
  - Werner Otto, niemiecki kolarz torowy
- 16 kwietnia:
  - Wiktor Iszajew, rosyjski polityk
  - Piotr Pankanin, polski chemik, polityk, senator II kadencji, poseł na Sejm II kadencji (zm. 2022)
- 17 kwietnia:
  - Marie Benešová, czeska prawnik, polityk (zm. 2024)
  - Jacek Bierkowski, polski szablista, działacz sportowy
  - John N. Gray, brytyjski filozof, politolog, publicysta
  - Jan Hammer, czeski pianista, kompozytor
  - Zygmunt Pejsak, polski lekarz weterynarii
  - Geoff Petrie, amerykański koszykarz
  - Algirdas Saudargas, litewski polityk, dyplomata
  - Pekka Vasala, fiński lekkoatleta, średniodystansowiec
- 18 kwietnia:
  - Halina Balon, polska artystka plastyk, florecistka
  - Régis Wargnier, francuski reżyser i scenarzysta filmowy
- 19 kwietnia
  - Michał Majerski, polski dziennikarz telewizyjny, reżyser, scenarzysta i operator filmowy
  - Maye Musk, kanadyjsko-południowoafrykańska modelka i dietetyczka
- 20 kwietnia:
  - Juan Ramón Martínez, salwadorski piłkarz (zm. 2024)
  - Paul Milgrom, amerykański ekonomista, laureat Nagrody Nobla
  - Christian Redl, niemiecki aktor
  - Grażyna Sołtyk, polska dziennikarka, posłanka na Sejm III kadencji
- 21 kwietnia:
  - Gary Condit, amerykański polityk
  - Dieter Fromm, niemiecki lekkoatleta, średniodystansowiec
  - Goran Trbuljak, chorwacki operator filmowy
- 22 kwietnia:
  - George Abela, maltański prawnik, polityk, prezydent Malty
  - Jewhen Arżanow, ukraiński lekkoatleta, średniodystansowiec
  - Abdusamad Samijew, radziecki i tadżycki filozof (zm. 2020)
  - Gabriele Stauner, niemiecka działaczka związkowa, polityk, eurodeputowana
  - Elżbieta Suchocka-Roguska, polska ekonomistka, urzędniczka państwowa
- 23 kwietnia:
  - Ilario Antoniazzi, włoski duchowny katolicki
  - Pascal Quignard, francuski pisarz, eseista i tłumacz
- 24 kwietnia:
  - Zygmunt Dziewguć, polski menadżer i polityk
  - Janusz Marchwiński, polski dziennikarz, mecenas sztuki
  - Urszula Rychlewska, polska chemik i nauczyciel akademicki
  - István Szívós, węgierski piłkarz wodny (zm. 2019)
- 25 kwietnia:
  - Maria Kuczyńska, polska rzeźbiarka
  - Enver Marić, bośniacki piłkarz, bramkarz, trener
  - Yu Shyi-kun, tajwański polityk, premier Tajwanu
- 27 kwietnia:
  - Frank Abagnale, amerykański ekspert od zabezpieczeń, autor, były przestępca
  - Yves Courage, francuski kierowca wyścigowy, przedsiębiorca
  - Josef Hickersberger, austriacki piłkarz, trener
  - Paweł Kasprzyk, polski polityk, poseł na Sejm RP II kadencji
  - Kate Pierson, amerykańska wokalistka, członkini zespołu The B-52’s
  - Hans van Helden, holenderski łyżwiarz szybki
  - Mauricio Villeda, honduraski polityk
- 28 kwietnia:
  - Cabinho, brazylijski piłkarz, trener
  - Leszek Chalimoniuk, polsko-amerykański perkusista
  - Terry Pratchett, brytyjski pisarz fantasy (zm. 2015)
- 29 kwietnia:
  - Reb Brown, amerykański aktor
  - John Christensen, nowozelandzki hokeista na trawie
  - Andrzej Chrzanowski, polski polityk, poseł na Sejm RP (zm. 2023)
  - Andrzej Kowalczyk, polski fizyk
  - Danuta Marzec, polska pedagog i polityk
- 30 kwietnia:
  - Zbigniew Drozdowicz, polski filozof, religioznawca
  - Perry King, amerykański aktor, reżyser i producent filmowy
  - Margit Papp, węgierska lekkoatletka, wieloboistka
  - Katarzyna Popowa-Zydroń, polska pianistka i pedagog
  - Robert Tarjan, amerykański informatyk
- 1 maja:
  - Bolesław Borysiuk, polski historyk, polityk, poseł na Sejm RP
  - Mariana Câmpeanu, rumuńska ekonomistka, statystyk, urzędniczka i polityk, posłanka i senator
  - Tadeusz Huk, polski aktor
  - Mario Aldo Montano, włoski szablista
  - Paweł Protasiewicz, polski żużlowiec, mechanik
- 2 maja – Joachim Mattern, niemiecki kajakarz
- 3 maja: 
  - Czesław Bielecki, polski architekt, publicysta, polityk, poseł na Sejm RP
  - Paul Ouédraogo, burkiński duchowny katolicki, arcybskup Bobo-Dioulasso
- 4 maja:
  - Hurley Haywood, amerykański kierowca wyścigowy
  - Danuta Hołowińska, polska lekkoatletka, skoczkini wzwyż
  - Elżbieta Kościk, polska historyk
- 5 maja:
  - Anna Bergman, szwedzka aktorka
  - John Atcherley Dew, nowozelandzki duchowny katolicki, arcybiskup Wellington, kardynał
  - Gheorghe Tătaru, rumuński piłkarz
  - Bill Ward, brytyjski perkusista, członek zespołu Black Sabbath
- 6 maja:
  - Ewa Balicka-Witakowska, polska historyk sztuki, etiopistka
  - Caspar Einem, austriacki polityk (zm. 2021)
  - Servílio de Oliveira, brazylijski bokser
- 7 maja:
  - Elsa Fornero, włoska ekonomistka, polityk
  - Lluís Llach, kataloński pieśniarz
- 8 maja:
  - Jan Marcinkiewicz, polski szachista
  - Norbert Nigbur, niemiecki piłkarz, bramkarz
  - Stanisław Romaniak, polski poeta, rzeźbiarz (zm. 2018)
- 9 maja:
  - Jacek Dobrowolski, polski poeta, eseista, tłumacz, krytyk literacki
  - Calvin Murphy, amerykański koszykarz
  - Miguel Angel Olaverri Arroniz, hiszpański duchowny katolicki, arcybiskup Pointe-Noire
- 10 maja:
  - Meg Foster, amerykańska aktorka
  - Paul Magdalino, brytyjski historyk
- 11 maja:
  - Jan Adamiak, polski agronom, profesor, senator RP
  - Nirj Deva, brytyjski polityk pochodzenia lankijskiego
  - Pam Ferris, brytyjska aktor
  - Jacek Krenz, polski architekt, malarz
  - Ricardo Lewandowski, brazylijski prawnik, polityk pochodzenia polskiego
  - Alfred Matt, austriacki narciarz alpejski
  - Jeannot Moes, luksemburski piłkarz, bramkarz
- 12 maja:
  - Lindsay Crouse, amerykańska aktorka
  - Richard Riehle, amerykański aktor
  - Steve Winwood, brytyjski gitarzysta, klawiszowiec, autor tekstów
  - Adam Ziemianin, polski poeta
- 13 maja:
  - Edward Flak, polski prawnik i polityk mniejszości niemieckiej, poseł na Sejm RP (zm. 2020)
  - Ivan Klánský, czeski pianista
  - Natasha Lako, albańska pisarka, poetka, tłumaczka, scenarzystka filmowa
  - Henryk Masternak, polski przedsiębiorca, samorządowiec, prezydent Zielonej Góry (zm. 2025)
  - Janina Poremska, polska łyżwiarka figurowa
  - Danuta Beata Postnikoff, polska dziennikarka, scenarzystka i reżyserka filmowa
  - José Antônio Aparecido Tosi Marques, brazylijski duchowny katolicki, arcybiskup Fortalezy
- 14 maja
  - Raynald Denoueix, francuski piłkarz, trener
  - Georg Nückles, niemiecki lekkoatleta, sprinter
  - Roman Śledź, polski rzeźbiarz
- 15 maja:
  - Jaroslav Bašta, czeski polityk, dysydent i więzień polityczny (zm. 2024)
  - Brian Eno, brytyjski kompozytor, muzyk, producent muzyczny
  - Geninho, brazylijski piłkarz, bramkarz, trener
  - Zofia de Ines-Lewczuk, polska scenografka teatralna
  - Niels Overweg, holenderski piłkarz, trener
  - Kathleen Sebelius, amerykańska polityk
- 16 maja:
  - Felicjan Andrzejczak, polski piosenkarz, muzyk (zm. 2024)
  - Jesper Christensen, duński aktor
  - Domenico Sorrentino, włoski duchowny katolicki, arcybiskup ad personam, biskup Foligno
- 17 maja:
  - Horst Köppel, niemiecki piłkarz
  - Waldemar Kozak, polski koszykarz
  - Mikko Kozarowitzky, fiński kierowca wyścigowy
  - Winfried Kretschmann, niemiecki polityk
  - Marlene Willoughby, amerykańska aktorka pornograficzna
- 18 maja:
  - Hubert Szymczyński, polski wokalista, kompozytor, multiinstrumentalista (zm. 2021)
  - Thomas Udall, amerykański polityk, senator ze stanu Nowy Meksyk
- 19 maja:
  - Irmindo Bocheń, polski inżynier, polityk, poseł na Sejm RP
  - Marek Cajzner, polski dziennikarz
  - Jean-Pierre Haigneré, francuski pilot wojskowy, astronauta
  - Grace Jones, jamajska piosenkarka, aktorka, modelka
  - Tom Scott, amerykański saksofonista, kompozytor jazzowy
  - Wiktor Skworc, polski duchowny katolicki, biskup tarnowski, arcybiskup metropolita katowicki
- 20 maja:
  - Jon Amiel, brytyjski reżyser filmowy i telewizyjny
  - John Rettie McKernan Jr., amerykański prawnik, polityk
  - Włodzimierz Staszak, polski lekkoatleta, średniodystansowiec
  - Aleksandr Timoszynin, rosyjski wioślarz (zm. 2021)
  - Lorenzo Voltolini, włoski duchowny katolicki, arcybiskup Portoviejo
  - Rudolf Žáček, czeski historyk
- 21 maja:
  - Jonathan Hyde, brytyjski aktor pochodzenia australijskiego
  - Małgorzata Łukasiewicz, polska tłumaczka literatury pięknej, krytyk literacki
  - Carol Potter, amerykańska aktorka
  - Leo Sayer, brytyjski piosenkarz, kompozytor i instrumentalista
- 22 maja:
  - Elżbieta Chojna-Duch, polska prawnik, nauczyciel akademicki, polityk
  - David Levy, kanadyjski astronom amator
- 23 maja:
  - Andrzej Bartosz, polski dziennikarz, reportażysta
  - Michael Joseph Fitzgerald, amerykański duchowny katolicki, biskup pomocniczy Filadelfii
  - Anna Gręziak, polska lekarz i urzędnik państwowy, podsekretarz stanu
- 24 maja:
  - James Cosmo, szkocki aktor
  - Michaił Czyhir, białoruski ekonomista, polityk, premier Białorusi
  - Anna Harańczyk, polska ekonomistka, profesor nauk ekonomicznych (zm. 2018)
  - Rolf-Dieter Heuer, niemiecki fizyk
  - Viktor Kostyrko, naddniestrzański polityk, burmistrz Tyraspola
  - Wojciech Kudelski, polski samorządowiec, prezydent Siedlec
  - Christian Nourrichard, francuski duchowny katolicki, biskup Évreux
- 25 maja:
  - Bülent Arınç, turecki polityk
  - Ylli Bufi, albański polityk, premier Albanii
  - Łukasz Korolkiewicz, polski malarz
  - Klaus Meine, niemiecki wokalista, gitarzysta, autor tekstów, członek zespołu Scorpions
  - Uttam Singh, indyjski muzyk, kompozytor
- 26 maja:
  - Galina Gopczenko, radziecka lekkoatletka, skoczkini w dal
  - Leon Kieres, polski prawnik
  - Stevie Nicks, amerykańska wokalistka rockowa (Fleetwood Mac)
  - István Tarlós, węgierski polityk, burmistrz Budapesztu
- 27 maja:
  - Wiesław Kubicki, polski samorządowiec, wójt gminy Zarzecze
  - Ewa Lejczak, polska aktorka (zm. 2009)
  - Gábor Presser, węgierski muzyk, członek zespołów Omega i Locomotiv GT
  - Swietłana Proskurina, rosyjska reżyserka i scenarzystka filmowa
  - Aleksandr Wołkow, radziecki kosmonauta
- 28 maja:
  - Siergiej Olszanski, rosyjski piłkarz, trener
  - Bożena Sławiak, polska polityk
  - Ryszard Twardowski, polski hokeista na trawie, bramkarz, trener, działacz sportowy
- 29 maja:
  - Michael Berkeley, brytyjski kompozytor, dziennikarz muzyczny
  - Jean Legrez, francuski duchowny katolicki, arcybiskup Albi
  - Edward Scharfenberger, amerykański duchowny katolicki, biskup Albany
- 30 maja:
  - Johan De Muynck, belgijski kolarz szosowy
  - Alicja Majewska, polska piosenkarka
- 31 maja:
  - Swiatłana Aleksijewicz (ros. Светлана Александровна Алексиевич), pisarka i dziennikarka narodowości białorusko-rosyjsko-ukraińskiej, tworząca w języku rosyjskim
  - John Bonham, perkusista rockowy, członek zespołu Led Zeppelin (zm. 1980)
  - Paulinho Da Costa, brazylijski perkusista
  - Salvador Giménez Valls, hiszpański duchowny katolicki, biskup Minorki
  - Janusz Weiss, dziennikarz, prezenter radiowy i telewizyjny (zm. 2023)
- 1 czerwca:
  - Powers Boothe, amerykański aktor (zm. 2017)
  - Katja Ebbinghaus, niemiecka tenisistka
  - Tomáš Halík, czeski duchowny katolicki, filozof, psycholog, teolog
  - Jiřina Kadlecová, czeska hokeistka na trawie
  - Cezary Paszkowski, polski malarz, grafik, pedagog
  - Tom Sneva, amerykański kierowca wyścigowy
- 2 czerwca:
  - Pentti Arajärvi, fiński prawnik
  - Giovanni Angelo Becciu, włoski duchowny katolicki, kardynał
  - Tichon (Jemieljanow), rosyjski biskup prawosławny
  - Anjan Srivastav, indyjski aktor
- 3 czerwca:
  - Rolf Heißler, niemiecki terrorysta (zm. 2023)
  - Marek Szurawski, dziennikarz, tłumacz i szkoleniowiec
- 4 czerwca:
  - Paquito D’Rivera, kubański saksofonista, klarnecista
  - Marek Rymuszko, literat, dziennikarz, prezes Krajowego Klubu Reportażu, red. nacz. miesięcznika „Nieznany Świat” (zm. 2019)
  - Carlos Squeo, argentyński piłkarz, trener (zm. 2019)
  - Jürgen Sparwasser, niemiecki piłkarz
- 5 czerwca – Ryszard Lenczewski, polski operator filmowy, pedagog
- 6 czerwca:
  - Rocco Buttiglione, włoski polityk
  - Felix Anthony Machado, indyjski duchowny katolicki, arcybiskup Vasai
  - Barry Maister, nowozelandzki hokeista na trawie
  - Władimir Szadrin, rosyjski hokeista, olimpijczyk, trener i działacz hokejowy (zm. 2021)
- 7 czerwca
  - Kamen Goranow, bułgarski zapaśnik
  - Anna Záborská, słowacka lekarka i polityk, europoseł
- 8 czerwca – Hans-Josef Becker, niemiecki duchowny katolicki, arcybiskup metropolita Paderborn
- 9 czerwca:
  - Petr Bucháček, czeski kolarz szosowy
  - Francescantonio Nolè, włoski duchowny katolicki, arcybiskup Cosenzy-Bisignano (zm. 2022)
- 10 czerwca:
  - Hubert Herbreteau, francuski duchowny katolicki, biskup Agen
  - Alina Kowalska-Pińczak, polska dyrygentka
  - Ivo Šušak, chorwacki trener piłkarski
  - Henryk Synoracki, polski motorowodniak
  - Chalerm Yubamrung, tajski polityk
- 11 czerwca:
  - Mike Conaway, amerykański polityk, kongresman ze stanu Teksas
  - Ernst Jean-Joseph, haitański piłkarz (zm. 2020)
  - Michael Swan, amerykański aktor, reżyser filmowy i telewizyjny
- 12 czerwca:
  - Josi Belin, izraelski polityk
  - Hans Binder, austriacki kierowca wyścigowy
  - Henryk Gapski, polski historyk
  - Anna Thomas, amerykańska scenażystka, reżyser i producent
- 13 czerwca:
  - Krzysztof Duda, polski organista, kompozytor, producent muzyczny
  - David Hallam, brytyjski polityk
  - Joe Roth, amerykański reżyser i producent
  - Anna Szulc, polska dziennikarka, prezenterka telewizyjna
- 14 czerwca – Linda Clifford, amerykańska piosenkarka, aktorka
- 15 czerwca:
  - Cesare Damiano, włoski związkowiec, polityk
  - Alan Huckle, brytyjski administrator kolonialny
  - Henry McLeish, szkocki polityk
- 16 czerwca:
  - Ilona Kuśmierska, polska aktorka i reżyser dubbingowy (zm. 2022)
  - Mildrette Netter, amerykańska lekkoatletka, sprinterka
- 17 czerwca:
  - Joaquín Almunia, hiszpański prawnik, ekonomista, polityk
  - Dave Concepción, wenezuelski baseballista
  - Richard Gagnon, kanadyjski duchowny katolicki, arcybiskup Winnipeg
  - Hrafn Gunnlaugsson, islandzki reżyser filmowy
  - Shō Kosugi, japoński praktyk sztuk walki, aktor
- 18 czerwca:
  - Zbigniew Franiak, polski piłkarz, trener
  - Grzegorz Heromiński, polski aktor
  - Philip Jackson, brytyjski aktor
  - Mirosława Semeniuk-Podraza, polska organistka i profesor sztuki
  - Teodor Mołłow, bułgarski trener koszykówki
  - Aleksandr Uszakow, rosyjski biathlonista (zm. 2024)
- 19 czerwca:
  - Luigi Bonazzi, włoski duchowny katolicki, arcybiskup, nuncjusz apostolski
  - Barry Hearn, brytyjski przedsiębiorca
  - Zenobi (Korzinkin), rosyjski biskup prawosławny
  - Phylicia Rashad, amerykańska aktorka
  - Erik Schinegger, austriacki narciarz alpejski
- 20 czerwca:
  - Grażyna Ciemniak, polska polityk
  - Jimmy Flynt, amerykański dziennikarz
  - Jan Purzycki, polski scenarzysta filmowy, pisarz (zm. 2019)
  - Ludwig Scotty, nauruański polityk, prezydent Nauru
- 21 czerwca:
  - Jovan Aćimović, serbski piłkarz
  - Don Airey, brytyjski muzyk, członek zespołu Deep Purple
  - Ian McEwan, brytyjski pisarz
  - Andrzej Sapkowski, polski pisarz fantasy
  - Philippe Sarde, francuski kompozytor muzyki filmowej
- 22 czerwca:
  - Andrzej Rosiński, polski kontradmirał
  - Todd Rundgren, amerykański muzyk, kompozytor, producent i multiinstrumentalista,
  - Franciszek Smuda, polski trener piłkarski (zm. 2024)
- 23 czerwca:
  - Nigel Osborne, brytyjski kompozytor
  - Guido Sacconi, włoski związkowiec, polityk (zm. 2023)
  - Benny Södergren, szwedzki biegacz narciarski
  - Clarence Thomas, amerykański prawnik, sędzia Sądu Najwyższego
- 24 czerwca:
  - Jan Freda, polski operator dźwięku
  - Patrick Moraz, szwajcarski muzyk rockowy i jazzowy
- 26 czerwca – Blandyna Kaniewska-Wójcik, polska konserwatorka dzieł sztuki (zm. 2008)
- 27 czerwca:
  - Andrzej Korzeniowski, polski pilot samolotowy (zm. 2023)
  - Andrzej Kraszewski, polski naukowiec, profesor, minister środowiska
  - Bruno Musarò, włoski duchowny katolicki, arcybiskup, nuncjusz apostolski
  - Garij Napałkow, rosyjski skoczek narciarski
- 28 czerwca:
  - Kathy Bates, amerykańska aktorka, reżyserka telewizyjna
  - Leon Popielarz, polski dziennikarz, prezenter telewizyjny, publicysta
  - Ellen Wessinghage, niemiecka lekkoatletka, biegaczka średniodystansowa (zm. 2023)
  - Ryszard Zembaczyński, polski polityk, samorządowiec, wojewoda opolski, prezydent Opola
- 29 czerwca:
  - Yvan Blot, francuski polityk (zm. 2018)
  - Fred Grandy, amerykański aktor i polityk
  - Ian Paice, brytyjski perkusista, członek Deep Purple
- 30 czerwca:
  - Raymond Leo Burke, amerykański duchowny katolicki, arcybiskup metropolita Saint Louis, kardynał
  - Dag Fornæss, norweski łyżwiarz szybki
  - Tadeusz Moszyński, polski polityk, poseł na Sejm RP (zm. 2006)
  - Zenon Odya, polski samorządowiec, burmistrz Tczewa
- 1 lipca – Ever Hugo Almeida, paragwajski piłkarz, bramkarz, trener
- 2 lipca:
  - Tommy Gustafsson, szwedzki trener piłkarski i piłkarz
  - Saul Rubinek, kanadyjski aktor, reżyser, producent, dramaturg pochodzenia żydowskiego
  - Józef Skrzek, polski muzyk rockowy
- 3 lipca: 
  - Marcin Leśniewski, polski brydżysta (zm. 2022)
  - Sándor Pintér, węgierski policjant, prawnik, polityk
  - Janis Rumbatis, grecki dziennikarz, polityk
  - Peter Ruzicka, niemiecki kompozytor
- 4 lipca:
  - René Arnoux, francuski kierowca wyścigowy
  - Katherine Govier, kanadyjska pisarka
  - Louis Raphaël I Sako, duchowny kościoła chaldejskiego, kardynał
  - Jeremy Spencer, brytyjski muzyk
- 5 lipca: 
  - Libuše Benešová, czeska filolog, działaczka samorządowa, polityk
  - Robert Duncan, amerykański arcybiskup Kościoła Anglikańskiego w Ameryce Północnej
  - Lajos Kű, węgierski piłkarz
  - Lojze Peterle, słoweński ekonomista, polityk, premier Słowenii
- 6 lipca:
  - Nathalie Baye, francuska aktorka
  - Henryk Gajewski, polski fotograf, filmowiec, artysta wizualny, performer, animator kultury, wydawca, autor tekstów
  - Bodo Kirchhoff, niemiecki pisarz
  - Andrzej Szkaradek, polski związkowiec, polityk
- 7 lipca:
  - Danuta Berezowska-Prociów, polska lekkoatletka, skoczkini wzwyż
  - Francesco Milito, włoski duchowny katolicki, biskup Oppido Mamertina-Palmi
  - Edward Wojtalik, polski polityk, poseł na Sejm RP
- 8 lipca: 
  - Godehard Brysch, niemiecki lekkoatleta, średniodystansowiec
  - Janusz Nazaruk, polski polityk, poseł na Sejm PRL
  - Joseph Shipandeni Shikongo, namibijski duchowny katolicki, wikariusz apostolski Rundu
  - Slobodan Šnajder, chorwacki pisarz, publicysta
- 9 lipca:
  - Jean Leonetti, francuski kardiolog, polityk
  - Mani Menon, amerykański urolog pochodzenia hinduskiego
  - Wojciech Rajski, polski dyrygent i pedagog
  - Jerzy Skoczylas, polski satyryk, aktor kabaretu Elita, samorządowiec
- 10 lipca – Angeł Angełow, bułgarski bokser
- 11 lipca:
  - Jan Dolczewski, polski koszykarz, trener
  - Juan García Rodríguez, kubański duchowny katolicki, arcybiskup Camagüey, arcybiskup metropolita Hawany, kardynał
- 12 lipca:
  - Ben Burtt, amerykański dźwiękowiec i montażysta
  - Lars Calmfors, szwedzki ekonomista
  - Dušan Kovačević, serbski scenarzysta i reżyser filmowy
  - Juan Morales, kubański lekkoatleta, sprinter, płotkarz
  - Filippo Santoro, włoski duchowny katolicki, arcybiskup Taranto
  - Richard Simmons, amerykańska osobowość telewizyjna (zm. 2024)
  - Jay Thomas, amerykański aktor, komik, prezenter radiowy, scenarzysta, producent filmowy (zm. 2017)
- 13 lipca:
  - Catherine Breillat, francuska pisarka, aktorka, scenarzystka i reżyserka filmowa
  - Alf Hansen, norweski wioślarz
- 14 lipca:
  - Maciej Grochowski, polski językoznawca
  - Berhaneyesus Demerew Souraphiel CM, Arcybiskup Addis Abeby
  - Tom Latham, amerykański polityk
  - Aleksandra Mańczak, polska artystka, profesor
- 15 lipca:
  - Michael Cremo, amerykański pisarz
  - Marek Karpiński, polski filolog i publicysta (zm. 2024)
  - Mieczysław Czerniawski, polski przedsiębiorca i polityk, poseł na Sejm RP
- 16 lipca:
  - Rubén Blades, panamski piosenkarz, aktor, polityk
  - Manuel Clemente, portugalski duchowny katolicki, patriarcha Lizbony, kardynał
  - Lars Lagerbäck, szwedzki piłkarz, trener
  - Krzysztof Łoziński, polski pisarz, publicysta, alpinista, mistrz i instruktor wschodnich sztuk walki
  - Pinchas Zukerman, izraelski skrzypek, dyrygent
- 17 lipca:
  - Anna Grzeszczak-Hutek, polska aktorka (zm. 2022)
  - Cathy Ferguson, amerykańska pływaczka
  - Lech Konopka, polski generał broni
- 18 lipca:
  - Jan Chrapek, polski duchowny katolicki, biskup radomski (zm. 2001)
  - James Faulkner, brytyjski aktor
  - Hans Karlsson, szwedzki związkowiec, samorządowiec, polityk
  - Hartmut Michel, niemiecki biochemik, laureat Nagrody Nobla
- 19 lipca:
  - Atílio Ancheta, urugwajski piłkarz
  - Jobst Hirscht, niemiecki lekkoatleta
  - Roberto Moll, peruwiański aktor
- 20 lipca:
  - Anna Chodakowska, polska aktorka
  - Richard H. Lehman, amerykański polityk
  - Muse Watson, amerykański aktor
- 21 lipca:
  - George Casey, amerykański wojskowy
  - Beppe Grillo, włoski aktor, komik, bloger, polityk
  - Darryl Neighbour, kanadyjski curler
  - Jerzy Opara, polski kajakarz, kanadyjkarz
  - Cat Stevens, brytyjski muzyk
- 22 lipca:
  - Ana de Palacio, hiszpańska prawnik, polityk
  - Yves-Thibault de Silguy, francuski menedżer, dyplomata, urzędnik państwowy, polityk
  - S.E. Hinton, amerykańska pisarka
  - Wojciech Myślecki, polski elektronik
  - Wacław Panek, polski muzykolog, pisarz, dziennikarz, krytyk i publicysta muzyczny (zm. 2024)
- 23 lipca – Marañón, hiszpański piłkarz
- 24 lipca – Josef Fuchs, szwajcarski kolarz szosowy i torowy
- 25 lipca:
  - Dražen Budiša, chorwacki polityk
  - Richard Farley, amerykański masowy morderca
  - Jan Orgelbrand, polski prawnik
  - Ryszard Skutnik, polski zawodnik i trener piłki ręcznej
  - Stanisław Węglarz, polski związkowiec, polityk, poseł na Sejm RP (zm. 2005)
  - Janusz Żmurkiewicz, polski samorządowiec, prezydent Świnoujścia
- 26 lipca
  - Ludwik Fiedorowicz, polski artysta plastyk
  - Norair Nurikjan, bułgarski sztangista (zm. 2025)
- 27 lipca: 
  - Peggy Fleming, amerykańska łyżwiarka figurowa
  - Snyder Rini, salomoński polityk, premier Wysp Salomona (zm. 2025)
  - Jadwiga Stokarska, polska polityk i rolnik, senator RP
- 28 lipca:
  - Georgia Engel, amerykańska aktorka (zm. 2019)
  - Ruud Geels, holenderski piłkarz (zm. 2023)
  - Salvatore Visco, włoski duchowny katolicki, arcybiskup Kapui
- 29 lipca
  - Angelo Pallavicini, szwajcarski kierowca wyścigowy
  - Me’ir Szalew, izraelski pisarz (zm. 2023)
- 30 lipca:
  - Jurij Fiłatow, radziecki kajakarz
  - Giorgio Morbiato, włoski kolarz szosowy i torowy
  - Jean Reno, francuski aktor
- 31 lipca – Marek Rezler, polski historyk
- 1 sierpnia:
  - Abd al-Malik Sallal, algierski polityk, premier Algierii
  - David Gemmell, brytyjski pisarz fantasy (zm. 2006)
  - Ivars Kalniņš, łotewski aktor
  - Rainer Schmidt, niemiecki skoczek narciarski
- 2 sierpnia:
  - Cornel Dinu, rumuński piłkarz, trener
  - Andy Fairweather Low, walijski gitarzysta, wokalista, autor piosenek, producent muzyczny
  - Adam Kopczyński, polski hokeista (zm. 2021)
  - Wanda M. Krajewska, polska biolog
  - Bob Rae, kanadyjski polityk
- 3 sierpnia:
  - Paweł Bromski, polski filozof i samorządowiec
  - Stanislas Lalanne, francuski duchowny katolicki, biskup Pontoise
  - Antoni Macierewicz, polski polityk
  - Iwan Monighetti, rosyjski wiolonczelista
  - Jean-Pierre Raffarin, francuski polityk, premier Francji
- 4 sierpnia:
  - Domingo Díaz Martínez, meksykański duchowny katolicki, arcybiskup Tulacingo
  - Giorgio Parisi, włoski fizyk, laureat Nagrody Nobla
- 5 sierpnia:
  - Ray Clemence, angielski piłkarz (zm. 2020)
  - David Hungate, amerykański basista, znany z grupy muzycznej Toto
  - Hugues Quester, francuski aktor
  - Karlheinz Smieszek, niemiecki strzelec sportowy
  - Antoni Zajkowski, polski judoka
  - Efraim Zuroff, izraelski historyk
- 6 sierpnia:
  - Mykoła Awiłow, ukraiński lekkoatleta
  - Henryk Sapalski, polski ekonomista, prezydent Bydgoszczy
- 7 sierpnia:
  - James P. Allison, amerykański immunolog
  - Fred Brown, amerykański koszykarz
  - Dan Chaluc, izraelski generał porucznik
  - Wolfgang Haas, liechtensteiński duchowny katolicki, arcybiskup Vaduz
- 8 sierpnia:
  - Tibor Cservenyák, węgierski piłkarz wodny
  - Hilbrand Nawijn, holenderski polityk
  - Swietłana Sawicka, rosyjska kosmonautka
  - Stanisław Wolski, polski aktor (zm. 2021)
- 9 sierpnia:
  - Tōru Fukuyama, japoński chemik
  - Kim Hwang-sik, południowokoreański sędzia, polityk, premier Korei Południowej
  - Marian Marczewski, polski polityk, poseł na Sejm RP
  - Tadeusz Szukała, polski polityk, przedsiębiorca, poseł na Sejm RP
- 10 sierpnia:
  - Pál Gerevich, węgierski szablista
  - Joanis Kasulidis, cypryjski polityk
  - Elżbieta Rysak, polska polityk, senator RP
- 11 sierpnia:
  - Zdeněk Dohnal, czeski kolarz torowy i szosowy
  - Vincenzo Pelvi, włoski duchowny katolicki, arcybiskup Foggii-Bovino, arcybiskup polowy Włoch
- 12 sierpnia:
  - Sue Monk Kidd, amerykańska pisarka
  - Mizengo Pinda, tanzański polityk, premier Tanzanii
- 13 sierpnia:
  - Kathleen Battle, amerykańska śpiewaczka operowa (sopran)
  - Mosiuoa Lekota, południowoafrykański polityk
- 14 sierpnia
  - Jerzy Bolesław Lewandowski, polski naukowiec, profesor zwyczajny nauk technicznych i ekonomicznych
  - Greg Rogers, australijski pływak
- 15 sierpnia:
  - Jorge Carrascosa, argentyński piłkarz
  - Dževad Jahić, bośniacki językoznawca (zm. 2024)
  - Patrice Rio, francuski piłkarz
  - Maria Ulatowska, polska pisarka
- 16 sierpnia:
  - Barbara Bandurka, polska malarka, poetka, konserwatorka (zm. 2022)
  - Earl Blumenauer, amerykański polityk, kongresman
  - Nunzio Galantino, włoski duchowny katolicki, biskup Cassano all’Jonio, sekretarz Konferencji Episkopatu Włoch
  - Paulinho Garcia, brazylijski piosenkarz, muzyk
  - Barry Hay, holenderski wokalista, członek zespołu Golden Earring
  - Annemarie Huber-Hotz, szwajcarska polityk, kanclerz federalna (zm. 2019)
  - Amando Samo, mikronezyjski duchowny katolicki, biskup Karolinów (zm. 2021)
- 17 sierpnia:
  - Stanisław Fudakowski, polski psycholog
  - Włodzimierz Gąsior, polski piłkarz, trener
  - Rudolf Gehring, austriacki prawnik, przedsiębiorca i polityk
  - Patrick Zurek, amerykański duchowny katolicki pochodzenia czeskiego, biskup Amarillo
- 18 sierpnia:
  - Lucio Bizzini, szwajcarski piłkarz
  - Joseph Marcell, brytyjski aktor
- 19 sierpnia:
  - Jim Carter, brytyjski aktor
  - Luisa Fuentes, peruwiańska siatkarka (zm. 2025)
  - Tipper Gore, amerykańska działaczka społeczna, druga dama
  - Joanna Kasperska, polska aktorka
  - Deana Martin, amerykańska piosenkarka, aktorka, pisarka, konferansjerka
  - Ian McElhinney, północnoirlandzki aktor, reżyser teatralny
  - Giuseppe Petrocchi, włoski duchowny katolicki, biskup L’Aquili
  - Tomas Söderberg, szwedzki piłkarz, trener
  - Toshio Suzuki, japoński producent filmowy
- 20 sierpnia:
  - John Noble, australijski aktor, reżyser teatralny
  - Robert Plant, brytyjski wokalista, autor tekstów, członek zespołu Led Zeppelin
  - Krzysztof Riege, polski reżyser filmowy (zm. 2015)
  - Bernhard Russi, szwajcarski narciarz alpejski
- 21 sierpnia:
  - Lindy Hemming, brytyjska kostiumograf
  - Eliud Williams, dominicki polityk, prezydent Dominiki
- 22 sierpnia:
  - Peter James, brytyjski pisarz
  - Zbigniew Krzywicki, polski dziennikarz, samorządowiec, polityk (zm. 2015)
- 23 sierpnia:
  - Jurij Jechanurow, ukraiński polityk, premier Ukrainy
  - Bogdan Lesyng, polski biofizyk i bioinformatyk
  - Andrei Pleșu, rumuński filozof, krytyk sztuki, dziennikarz, polityk
  - Stanisław Stabro, polski poeta, krytyk i historyk literatury, profesor nauk humanistycznych
- 24 sierpnia:
  - Jan Chojnacki, polski dziennikarz muzyczny
  - Jean-Michel Jarre, francuski kompozytor i wykonawca muzyki elektronicznej
  - Alexander McCall Smith, szkocki pisarz, prawnik
  - Sauli Niinistö, fiński prawnik, polityk, prezydent Finlandii
- 25 sierpnia – Helga Zepp-LaRouche, niemiecka działaczka polityczna
- 26 sierpnia:
  - Bożena Dykiel, polska aktorka
  - Gertrud Gabl, austriacka narciarka alpejska (zm. 1976)
  - Magda Vášáryová, słowacka aktorka, dyplomatka, polityk
- 27 sierpnia:
  - Konstandinos Alisandrakis, grecki fizyk, polityk
  - Christophe Joseph Marie Dabiré, burkiński polityk, premier Burkiny Faso
  - Wiesław Piotr Wójcik, polski historyk, polityk, poseł na Sejm RP
- 28 sierpnia:
  - Georg Gilgenreiner, niemiecki żużlowiec
  - Enrique Guerrero Salom, hiszpański polityk
- 29 sierpnia:
  - Juliusz Braun, polski dziennikarz, polityk
  - António Francisco dos Santos, portugalski duchowny katolicki, biskup Porto (zm. 2017)
  - Jan Graubner, czeski duchowny katolicki, arcybiskup ołomuniecki
  - Xaver Kurmann, szwajcarski kolarz szosowy i torowy
  - Robert Langer, amerykański inżynier
- 30 sierpnia:
  - Aleksander Gawronik, polski przedsiębiorca, polityk, senator RP
  - Dragoslav Stepanović, serbski piłkarz, trener
  - Bronisław Suchanek, polski kontrabasista jazzowy
- 31 sierpnia:
  - Jan Isielenis, polski skoczek i instruktor spadochronowy
  - Stanisław Iwaniak, polski siatkarz, trener
  - Holger Osieck, niemiecki piłkarz, trener
  - Rudolf Schenker, niemiecki gitarzysta, członek zespołu Scorpions
- 1 września:
  - Bernard Ardura, francuski duchowny katolicki
  - Sergio Chiamparino, włoski związkowiec, polityk, samorządowiec, burmistrz Turynu
  - David Farnham Emery, amerykański polityk
  - Birthe Kjær, duńska piosenkarka
  - Andrea Bruno Mazzocato, włoski duchowny katolicki, arcybiskup Udine
  - Waldemar Pawłowski, polski polityk, samorządowiec, poseł na Sejm RP
  - Andrzej Rapacz, polski biathlonista, biegacz narciarski (zm. 2022)
  - Jicchak Szum, izraelski piłkarz, trener
  - Józef Życiński, polski duchowny katolicki, arcybiskup metropolita lubelski (zm. 2011)
- 2 września:
  - Nate Archibald, amerykański koszykarz
  - Terry Bradshaw, amerykański futbolista, aktor
  - Ja’akow Litzman, izraelski polityk
  - Christa McAuliffe, amerykańska nauczycielka, astronautka (zm. 1986)
- 3 września:
  - Ronald Woodson Harris, amerykański bokser
  - Fotis Kuwelis, grecki prawnik, polityk
  - Leszek Sosnowski, polski autor, scenograf, dziennikarz, fotograf, założyciel wydawnictwa Biały Kruk
  - Krzysztof Zaleski, polski aktor (zm. 2008)
- 4 września
  - Michael Berryman, amerykański aktor
  - Stefania Casini, włoska aktorka
- 5 września:
  - Benita Ferrero-Waldner, austriacka polityk, dyplomatka
  - Sándor Konya-Hamar, rumuński polityk, publicysta pochodzenia węgierskiego
- 6 września:
  - Pedro María Artola, hiszpański piłkarz, bramkarz
  - Csaba Hegedűs, węgierski zapaśnik
  - Sam Hui, chiński aktor, piosenkarz
  - Peter Kent, niemiecki piosenkarz, producent muzyczny
- 7 września:
  - Susan Blakely, amerykańska aktorka
  - Linda Lanzillotta, włoska działaczka samorządowa, polityk
- 8 września:
  - Lynn Abbey, amerykańska pisarka
  - Andrzej Szymczak, polski piłkarz ręczny, bramkarz (zm. 2016)
- 9 września:
  - Jim Ard, amerykański koszykarz
  - Miszal Samaha, libański polityk
  - Tomasz Sikora, polski fotograf
- 10 września:
  - Tony Gatlif, francuski reżyser
  - Judy Geeson, brytyjska aktorka
  - Bob Lanier, amerykański koszykarz (zm. 2022)
  - Charles Simonyi, amerykański informatyk, kosmiczny turysta
- 11 września – Nikołaj Griebniew, rosyjski lekkoatleta, oszczepnik
- 12 września:
  - Johannes Lebech, duński polityk
  - Bogusław Liberadzki, polski ekonomista, polityk, minister transportu i gospodarki morskiej, poseł na Sejm RP, eurodeputowany
  - Jadwiga Rubiś, polska fotoreporterka, dziennikarka (zm. 2000)
  - Zofia Rudnicka, polska aktorka, tancerka, choreograf
  - Jean-Louis Schlesser, francuski kierowca wyścigowy i rajdowy
- 13 września:
  - Kazimierz Jan Dąbrowski, polski samorządowiec, burmistrz Zambrowa
  - Kunio Hatoyama, japoński polityk (zm. 2016)
  - Gerd Heßler, niemiecki biegacz narciarski
  - Sitiveni Rabuka, fidżyjski wojskowy, polityk, premier Fidżi
  - Stanisław Rakoczy, polski prawnik, polityk, poseł na Sejm RP (zm. 2013)
  - Bolesław Twaróg, polski polityk, samorządowiec, poseł na Sejm RP
- 14 września – Vincenzo Aita, włoski polityk
- 15 września:
  - Oscar Albarado, amerykański bokser pochodzenia meksykańskiego (zm. 2021)
  - Daniel Goens, belgijski kolarz szosowy i torowy
  - Horacio López Salgado, meksykański piłkarz
  - Adam Wojdak, polski piosenkarz, kompozytor
- 16 września:
  - Rosie Casals, amerykańska tenisistka
  - Arthur Schnabel, niemiecki judoka (zm. 2018)
- 17 września:
  - Jerzy Michalak, polski polityk, poseł na Sejm RP
  - John Ritter, amerykański aktor (zm. 2003)
- 18 września: 
  - Andrzej Jaroch, polski polityk
  - Ulf Nilsson, szwedzki pisarz, autor książek dla dzieci i młodzieży (zm. 2021)
- 19 września:
  - Mychajło Fomenko, ukraiński piłkarz, trener (zm. 2024)
  - Marian Golka, polski socjolog, profesor nauk humanistycznych
  - Jeremy Irons, brytyjski aktor
  - Josip Leko, chorwacki prawnik, polityk
  - Jacek Saryusz-Wolski, polski polityk, eurodeputowany
  - Nadieżda Tkaczenko, ukraińska lekkoatletka, wieloboistka
- 20 września:
  - Zofia Kołakowska, polska lekkoatletka, biegaczka średniodystansowa
  - Frank Lampard (senior), angielski piłkarz
  - George R.R. Martin, amerykański pisarz science fiction i fantasy
  - Mariano Martínez, francuski kolarz szosowy i torowy pochodzenia hiszpańskiego
- 21 września:
  - Paul de Jersey, australijski prawnik, polityk
  - Marc Molitor, francuski piłkarz
  - Sándor Müller, węgierski piłkarz (zm. 2024)
- 22 września:
  - Bob Beauprez, amerykański polityk
  - Mark Phillips, brytyjski kapitan, jeździec sportowy
  - Stanisław Puchała, polski prezbiter rzymskokatolicki
- 23 września:
  - Ramón José Aponte Fernández, wenezuelski duchowny katolicki
  - Józef Gawlik, polski naukowiec i inżynier
  - Vera Nikolić, serbska lekkoatletka, biegaczka średniodystansowa, olimpijka (zm. 2021)
  - Władimir Swietozarow, rosyjski scenograf (zm. 2017)
- 24 września:
  - Gerardo Melgar Viciosa, hiszpański duchowny katolicki, biskup Ciudad Real
  - Marian Miszalski, polski dziennikarz, publicysta, tłumacz, pisarz
  - Jan Stachura, polski kolarz szosowy
  - Agnieszka Zalewska, polska fizyk, profesor nauk fizycznych
- 25 września:
  - Colleen Atwood, amerykańska kostiumograf
  - Mark Coleridge, australijski duchowny katolicki, arcybiskup Canberry-Goulburn i Brisbane
  - Charles de Gaulle, francuski polityk
- 26 września:
  - Olivia Newton-John, australijska aktorka, piosenkarka (zm. 2022)
  - Bratislav Petković, serbski reżyser teatralny, dramatopisarz, kolekcjoner, działacz kulturalny i polityk (zm. 2021)
  - Vladimír Remek, czeski pilot wojskowy, kosmonauta, polityk, eurodeputowany
  - Jerzy Szambelan, polski koszykarz, trener
- 27 września:
  - A Martinez, amerykański aktor, piosenkarz pochodzenia meksykańskiego
  - Dušan Mihajlović, serbski prawnik, polityk
- 28 września:
  - Giancarlo Bregantini, włoski duchowny katolicki, arcybiskup Campobasso-Boiano
  - Sławomir Janicki, polski polityk, samorządowiec, prezydent Lublina
  - Martine Roure, francuska polityk, eurodeputowana
  - Giovanni Tria, włoski ekonomista, wykładowca akademicki, polityk
- 29 września:
  - Theo Jörgensmann, niemiecki klarnecista jazzowy, kompozytor
  - Guy Konopnicki, francuski pisarz, dziennikarz pochodzenia polskiego
  - Wiktor Krowopuskow, rosyjski szablista
  - Marek Lewandowski, polski polityk, milicjant, poseł na Sejm RP
- 1 października – Nikolaus Schwerdtfeger, niemiecki duchowny katolicki
- 2 października:
  - Sergio Ahumada, chilijski piłkarz
  - Avery Brooks, amerykański aktor
  - Lech Czerwiński, polski polityk, działacz sportowy, senator RP
  - Anna Dudkiewicz, polska polityk, posłanka na Sejm RP
  - Siim Kallas, estoński polityk, premiery Estonii, eurokomisarz
  - Donna Karan, amerykańska projektantka mody pochodzenia żydowskiego
  - Jochen Sachse, niemiecki lekkoatleta, młociarz
  - Petr Štěpánek, czeski aktor
  - Andrzej Tenard, polski wokalista, gitarzysta, autor tekstów, kompozytor, członek zespołów Grupa Bluesowa Gramine i Bractwo Kurkowe 1791
- 3 października:
  - Hubert Pirker, austriacki polityk
  - Allyson Schwartz, amerykańska polityk
  - Ademir Ueta, brazylijski piłkarz
  - Ziemowit Wojciechowski, polski florecista
- 4 października:
  - Krzysztof Czabański, polski dziennikarz i publicysta
  - Linda McMahon, amerykańska polityk
  - Stanisław Nicieja, polski historyk, polityk, senator RP
- 5 października:
  - Beverly Connor, amerykańska archeolog, pisarka
  - Zoran Živković, serbski pisarz
- 6 października: 
  - Gerry Adams, irlandzki prawnik, polityk, przywódca Sinn Féin
  - Joaquín Gimeno Lahoz, argentyński duchowny katolicki, biskup Comodoro Rivadavia
  - José Piñera, chilijski ekonomista
- 7 października:
  - Diane Ackerman, amerykańska pisarka, poetka
  - Geneviève Fraisse, francuska filozof, historyk, feministka, polityk
- 8 października:
  - Tadeusz Drzewiecki, polski aktor (zm. 2017)
  - Gottfried Helnwein, austriacki muzyk
- 9 października:
  - Jackson Browne, amerykański wokalista, gitarzysta, kompozytor
  - Ludwika Chewińska, polska lekkoatletka, kulomiotka
  - Oliver Hart, brytyjski ekonomista, laureat Nagrody Banku Szwecji im. Alfreda Nobla w dziedzinie ekonomii
  - Paul LePage, amerykański polityk, gubernator stanu Maine
  - Stanisław Rogala, polski poeta, prozaik
- 10 października:
  - Calistrat Cuțov, rumuński bokser (zm. 2025)
  - Władysław Komendarek, polski muzyk, członek zespołu Exodus
  - Séverine, francuska piosenkarka
  - Fiona Spence, australijska aktorka
  - Roger Wilson, amerykański polityk, gubernator stanu Missouri
- 11 października: 
  - Ninetto Davoli, włoski aktor
  - Yasin Özdenak, turecki piłkarz, bramkarz, trener
  - Margarita Penón, kostarykańska polityk
  - Peter Turkson, ghański duchowny katolicki, arcybiskup Cape Coast, kardynał
- 12 października – Rick Parfitt, brytyjski gitarzysta, wokalista, członek zespołu Status Quo (zm. 2016)
- 13 października:
  - Krystyna Kacperczyk, polska lekkoatletka, sprinterka i płotkarka
  - Salvatore Ligorio, włoski duchowny katolicki, arcybiskup Potenzy
  - Nina Roczewa, rosyjska biegaczka narciarska (zm. 2022)
  - Pete Spencer, brytyjski perkusista, kompozytor, członek zespołu Smokie
- 14 października:
  - Marcia Barrett, jamajska wokalistka, członkini zespołu Boney M.
  - Jerzy Kranz, polski prawnik, dyplomata
- 15 października:
  - Chris de Burgh, piosenkarz z Argentyny
  - Kari Rajamäki, fiński polityk
  - Lindsay Wilson, nowozelandzki wioślarz
- 16 października:
  - Jack Dalrymple, amerykański polityk
  - Adek Drabiński, polski reżyser filmowy
  - Günter Haritz, niemiecki kolarz szosowy i torowy
  - Angela Iacobellis, włoska Służebnica Boża Kościoła katolickiego (zm. 1961)
  - Stanisław Jaskułka, polski aktor
  - Hema Malini, indyjska aktorka
  - Michael Tylo, amerykański aktor (zm. 2021)
- 17 października:
  - Reinhold Behr, niemiecki szpadzista
  - Osvaldo Castro, chilijski piłkarz
  - Robert Jordan, amerykański pisarz fantasy (zm. 2007)
  - Margot Kidder, kanadyjska aktorka (zm. 2018)
  - Elżbieta Rutkowska, polska chemik, polityk, wojewoda opolski
  - Jerzy Skucha, polski matematyk, działacz sportowy
- 18 października:
  - Barbara Klose, polska piłkarka ręczna
  - MaLou Lindholm, szwedzka dziennikarka, polityk
- 19 października:
  - Joachim Czernek, polski polityk mniejszości niemieckiej, samorządowiec, poseł na Sejm RP
  - Carmen Fraga Estévez, hiszpańska polityk
  - George Pau-Langevin, francuska polityk
  - Gediminas Navaitis, litewski psycholog, nauczyciel akademicki, polityk, poseł
- 20 października:
  - Alice Annum, ghańska lekkoatletka, sprinterka i skoczkini w dal
  - Piet Hein Donner, holenderski polityk
  - Manfred Schöndorfer, niemiecki zapaśnik
- 21 października:
  - Johan Boskamp, holenderski piłkarz, trener
  - Albert Frick, liechtensteiński polityk
  - Allen Vigneron, amerykański duchowny katolicki, arcybiskup metropolita Detroit
- 22 października:
  - Lynette Fromme, amerykańska przestępczyni
  - Robertino Loreti, włoski piosenkarz
  - Gianpietro Marchetti, włoski piłkarz, działacz piłkarski
  - Krzysztof Pakulski, polski operator filmowy
  - John Peterson, amerykański zapaśnik
- 23 października:
  - Gerd Niebaum, niemiecki prawnik, działacz piłkarski
  - Wołodymyr Radczenko, ukraiński generał, polityk (zm. 2023)
- 24 października:
  - Kweisi Mfume, amerykański polityk, kongresman ze stanu Maryland
  - Marek Siudym, polski aktor
- 25 października:
  - Stanisław Adamczak, polski inżynier
  - Dave Cowens, amerykański koszykarz, trener
  - Dan Issel, amerykański koszykarz
  - Sigleif Johansen, norweski biathlonista
  - Lorenzo Ornaghi, włoski politolog, dziennikarz, polityk
- 26 października:
  - Ewa Grajkowska, polska kajakarka
  - Alicja Jachiewicz, polska aktorka
  - Władysław Stępniak, polski archiwista
  - Heinrich Strasser, austriacki piłkarz
  - Allan Warren, brytyjski aktor, fotograf, pisarz
  - Włodzimierz Wiertek, polski polityk i samorządowiec, poseł na Sejm I kadencji
- 27 października:
  - Józef Baniak, polski socjolog (zm. 2023)
  - Marek Prost, polski okulista
  - Tadeusz Słomka, polski geolog
  - Walenty Ziętara, polski hokeista, trener i działacz hokejowy
- 28 października:
  - Claudio De Vincenti, włoski ekonomista, nauczyciel akademicki i urzędnik państwowy
  - Tadeusz Orgielewski, polski kornecista jazzowy
  - Telma Hopkins, amerykańska aktorka, komik
  - Krzysztof Materna, polski konferansjer, satyryk, aktor, reżyser i producent telewizyjny
  - Benjamin Ndiaye, senegalski duchowny katolicki, arcybiskup metropolita Dakaru
- 29 października:
  - Kate Jackson, amerykańska aktorka, reżyserka telewizyjna
  - Feliks Kułow, kirgiski polityk, premier Kirgistanu
  - Charles Maung Bo, birmański duchowny katolicki, arcybiskup Rangun, kardynał
  - Wiesław Saniewski, polski reżyser i scenarzysta filmowy
  - Thomas Thieme, niemiecki aktor
- 30 października – Ilda Figueiredo, portugalska polityk
- 31 października:
  - Wojciech Arkuszewski, polski polityk, poseł na Sejm RP
  - Michael Kitchen, brytyjski aktor, producent telewizyjny
  - Adelard Mayanga Maku, kongijski piłkarz, trener
  - Anna Okopińska, polska alpinistka, himalaistka
- 1 listopada: 
  - Eugeniusz Januła, polski nauczyciel, publicysta, polityk, poseł na Sejm RP
  - Valentina Leskaj, albańska ekonomistka i polityk
- 2 listopada
  - Aline Archimbaud, francuska polityk
  - Maria Ewa Letki, polska autorka literatury dziecięcej i młodzieżowej
- 3 listopada:
  - Lulu, szkocka piosenkarka, aktorka
  - Rainer Zobel, niemiecki piłkarz
- 4 listopada:
  - Sza’ul Mofaz, izraelski generał, polityk
  - Amadou Toumani Touré, malijski polityk, prezydent Mali (zm. 2020)
  - Jan Tyrawa, polski duchowny katolicki, biskup pomocniczy wrocławski, biskup bydgoski
- 5 listopada:
  - Bob Barr, amerykański polityk
  - Janusz Gortat, polski bokser (zm. 2023)
  - Peter Hammill, brytyjski muzyk, wokalista, autor tekstów, kompozytor, członek zespołu Van der Graaf Generator
  - Ingrid Lafforgue, francuska narciarka alpejska
  - Bernard-Henri Lévy, francuski filozof, reżyser, pisarz
  - William D. Phillips, amerykański fizyk, laureat Nagrody Nobla
- 6 listopada:
  - Glenn Frey, amerykański muzyk, wokalista, kompozytor, autor tekstów oraz producent nagrań zespołu Eagles (zm. 2016)
  - Sergio Pagano, włoski duchowny katolicki, biskup, prefekt Apostolskiego Archiwum Watykańskiego
- 7 listopada:
  - Garrett M. Brown, amerykański aktor, scenarzysta, reżyser teatralny
  - Antônio Augusto Dias Duarte, brazylijski duchowny katolicki, biskup pomocniczy Rio de Janeiro
  - Adam Halber, polski dziennikarz, polityk (zm. 2015)
  - Alex Ribeiro, brazylijski kierowca wyścigowy
- 8 listopada:
  - Gyula Deák, węgierski wokalista bluesowy
  - Ernst Kröll, austriacki skoczek narciarski
  - Fred Newhouse, amerykański lekkoatleta, sprinter (zm. 2025)
  - Wołodymyr Weremiejew, ukraiński piłkarz, trener
- 9 listopada:
  - Bille August, duński reżyser filmowy
  - Kazimierz Jonkisz, polski perkusista jazzowy
  - Zbigniew Kaniewski, polski polityk
  - Michał Misiurewicz, polski matematyk
- 10 listopada:
  - Vincent Schiavelli, amerykański aktor (zm. 2005)
  - Teresa Sukniewicz-Kleiber, polska lekkoatletka, płotkarka
  - Luciano Sušanj, chorwacki lekkoatleta, średniodystansowiec, trener, działacz sportowy, polityk (zm. 2024)
  - Andrzej Szmak, polski dziennikarz, felietonista
- 11 listopada:
  - Sven Alkalaj, bośniacki dyplomata, polityk
  - Aleksandr Barysznikow, rosyjski lekkoatleta, kulomiot (zm. 2024)
  - Susanna Kaysen, amerykańska pisarka
  - Robert John Lange, brytyjski piosenkarz, producent muzyczny
  - Bernhard Lehmann, niemiecki bobsleista
  - Krystyna Palmowska, polska alpinistka, himalaistka (zm. 2025)
  - Wojciech Pielecki, polski dziennikarz, reportażysta
- 12 listopada
  - Mafonso, włoski malarz, rzeźbiarz (zm. 2019)
  - Hasan Rouhani, irański polityk, prezydent Iranu
  - Arturo Sosa Abascal, wenezuelski jezuita, przełożony generalny Towarzystwa Jezusowego
- 13 listopada:
  - Nicolas Grimal, francuski egiptolog
  - Snežana Hrepevnik, serbska lekkoatletka, skoczkini wzwyż (zm. 1981)
  - Carlos Humberto Malfa, argentyński duchowny katolicki, biskup Chascomús
  - Pavlina Mani, albańska aktorka
  - Władimir Safonow, rosyjski hokeista, trener
- 14 listopada:
  - Michael Dobbs, brytyjski pisarz
  - Karol III, król Wielkiej Brytanii
- 15 listopada:
  - Eqrem Basha, albański prozaik, scenarzysta filmowy
  - Roy Dyson, amerykański polityk
  - Edward Mleczko, polski naukowiec
- 16 listopada:
  - Arie Haan, holenderski piłkarz, trener
  - Norbert Lammert, niemiecki polityk
  - Oliver Shanti, niemiecki muzyk, kompozytor, producent muzyczny (zm. 2021)
- 17 listopada: 
  - Eliseo Ariotti, włoski duchowny katolicki, arcybiskup, nuncjusz apostolski
  - Raymond Pepperell, amerykański gitarzysta, członek zespołu Dead Kennedys
  - Henri de Raincourt, francuski polityk
  - Stefan Sochański, polski sztangista
- 18 listopada:
  - Luc Bouchard, kanadyjski duchowny katolicki, biskup Trois Rivières
  - Joe Corrigan, angielski piłkarz, bramkarz
  - Andrea Marcovicci, amerykańska aktorka pochodzenia rumuńskiego
  - Ana Mendieta, amerykańska artystka intermedialna pochodzenia kubańskiego (zm. 1985)
  - Alain Planet, francuski duchowny katolicki, biskup Carcassonne i Narbonne
- 19 listopada:
  - Mimi Jakobsen, duńska polityk
  - Elżbieta Wojnowska, polska piosenkarka, aktorka, kompozytorka, pedagog
- 20 listopada:
  - Barbara Hendricks, amerykańska śpiewaczka operowa (sopran)
  - Richard Masur, amerykański aktor
- 21 listopada:
  - Jan Caliński, polski trener piłkarski (zm. 2021)
  - Daniel Guichard(inne języki), francuski piosenkarz
  - Andrzej Krzysztofik, polski gitarzysta, wokalista, członek zespołu 2 plus 1
  - Michał Lonstar, polski wokalista i muzyk country
  - Werner Lorant, niemiecki piłkarz, trener (zm. 2025)
  - Michel Sulaiman, libański generał, polityk, prezydent Libanu
  - Aleksander Świeykowski, polski dziennikarz, przedsiębiorca, polityk, senator RP
- 22 listopada – Barbara Czaplicka, polska lekarka, samorządowiec, polityk, poseł na Sejm RP
- 23 listopada:
  - Bonfoh Abbass, togijski polityk, tymczasowy prezydent Togo (zm. 2021)
  - Wiesław Helak, polski prozaik
  - Józef Kania, polski inżynier i polityk, poseł na Sejm I kadencji (zm. 2010)
  - Gerard Schipper, holenderski kolarz torowy i szosowy (zm. 2025)
- 24 listopada:
  - Christoph Bergner, niemiecki polityk
  - Ian Hallam, brytyjski kolarz szosowy i torowy
  - Spider Robinson, kanadyjski pisarz science fiction
  - Rudy Tomjanovich, amerykański koszykarz, trener pochodzenia chorwackiego
  - Hans Westerhof, holenderski piłkarz, trener
- 25 listopada:
  - Renata Kretówna, polska aktorka
  - Małgorzata Niezabitowska, polska dziennikarka, rzeczniczka prasowa rządu
- 26 listopada – Elizabeth Blackburn, amerykańska biolożka molekularna pochodzenia australijskiego, laureatka nagrody Nobla
- 27 listopada:
  - Andrzej Markowski, polski językoznawca
  - Andrzej Osnowski, polski polityk, działacz związkowy, poseł na Sejm RP (zm. 2025)
  - Heide Schmidt, austriacka prawnik, polityk
  - Andrzej Seweryn, polski koszykarz
  - Włodzimierz Suleja, polski historyk
- 28 listopada:
  - Agnieszka Holland, polska reżyser filmowa
  - Tadeusz Nowak, polski piłkarz
  - Genaro Sarmeno, salwadorski piłkarz
  - Isaac Tigrett, amerykański biznesmen
- 29 listopada:
  - Oleg Dołmatow, rosyjski piłkarz, trener
  - Yōichi Masuzoe, japoński polityk
  - Zofia Szalczyk, polska zootechnik
- 30 listopada:
  - Larry Bishop, amerykański aktor, scenarzysta i reżyser filmowy i telewizyjny
  - Piotr Drożdżewski, polski inżynier chemik i kompozytor.
- 1 grudnia:
  - George Foster, amerykański baseballista
  - Mohammad Reza Nawaji, irański zapaśnik, olimpijczyk (zm. 2020)
  - Jacek Petrycki, polski operator, reżyser i scenarzysta filmowy
  - Nicholas Thomas Wright, brytyjski duchowny i teolog anglikański, historyk
- 2 grudnia:
  - T.C. Boyle, amerykański pisarz
  - Gebhard Fürst, niemiecki duchowny katolicki, biskup Rottenburga-Stuttgartu
  - Patricia Hewitt, brytyjska polityk
  - Antonín Panenka, czeski piłkarz
  - Jan Prochyra, polski aktor (zm. 2015)
- 3 grudnia:
  - Ozzy Osbourne, brytyjski piosenkarz heavymetalowy (zm. 2025)
  - Adam Przybecki, polski duchowny katolicki, redaktor naczelny Przewodnika Katolickiego, profesor Uniwersytetu im. Adama Mickiewicza
  - Andrzej Spychalski, polski prawnik, polityk, senator RP
- 4 grudnia:
  - Daniel Conlon, amerykański duchowny katolicki, biskup Joliet
  - Ryszard Kołodziej, polski polityk, poseł na Sejm X i II kadencji (zm. 2011)
  - Józef Kowalczyk, polski polityk, poseł na Sejm X i I kadencji (zm. 2000)
- 5 grudnia:
  - Janina Bany-Kozłowska, polska artystka-ceramik
  - Andrzej Łuczak, polski szachista
- 6 grudnia:
  - Marius Müller-Westernhagen, niemiecki piosenkarz, gitarzysta, kompozytor, aktor
  - Eigil Nielsen, duński piłkarz (zm. 2019)
  - Keke Rosberg, fiński kierowca wyścigowy
  - Yoshihide Suga, japoński polityk, premier Japonii
  - JoBeth Williams, amerykańska aktorka
- 7 grudnia:
  - Ałła Ałeksandrowśka, ukraińska polityk, parlamentarzystka
  - Pavol Hammel, słowacki wokalista i kompozytor
  - Roland Hattenberger, austriacki piłkarz
  - Arto Koivisto, fiński biegacz narciarski
- 8 grudnia:
  - Sofronio Bancud, filipiński duchowny katolicki, biskup Cabanatuan
  - Stefan Białas, polski piłkarz, trener
  - Luis Caffarelli, argentyńsko-amerykański matematyk
  - Giovanni Battista Coletti, włoski florecista
  - Pauline Green, brytyjska działaczka ruchu spółdzielczego, polityk
- 9 grudnia – Marleen Gorris, holenderska reżyserka i scenarzystka filmowa
- 10 grudnia:
  - Dušan Bajević, bośniacki piłkarz, trener
  - Mieczysław Fiodorow, polski aktor (zm. 2011)
  - Bruno Yizek, kanadyjski curler
- 11 grudnia:
  - Roman Kosmala, polski rzeźbiarz, malarz, rysownik, pedagog
  - Chester Thompson, amerykański perkusista
- 12 grudnia:
  - Françoise de Panafieu, francuska polityk
  - Srǵan Kerim, macedoński polityk, dyplomata
  - Bogdan Oleszek, polski samorządowiec i działacz związkowy
  - Marcelo Rebelo de Sousa, portugalski polityk, prawnik, nauczyciel akademicki, dziennikarz, komentator polityczny
  - Eliyahu Rips, izraelski matematyk (zm. 2024)
- 13 grudnia:
  - Jeff Baxter, amerykański muzyk, członek zespołów: Steely Dan i The Doobie Brothers, specjalista ds. obrony przeciwrakietowej
  - Krzysztof Malinowski, polski uczony
  - Ted Nugent, amerykański gitarzysta, wokalista, producent muzyczny, członek zespołów Amboy Dukes(inne języki) i Damn Yankees
- 14 grudnia:
  - Janusz Kijowski, polski reżyser filmowy
  - Zbigniew Leraczyk, polski polityk, samorządowiec, prezydent Bielska-Białej, poseł na Sejm III kadencji
  - Maria Maj, polska aktorka
  - Dee Wallace, amerykańska aktorka
- 15 grudnia:
  - Pascal Bruckner, francuski pisarz
  - Antonino Dias, portugalski duchowny katolicki, biskup Portalegre-Castelo Branco
  - Toshinori Kondō, japoński trębacz jazzowy (zm. 2020)
  - Jerzy Michaluk, polski producent filmowy
  - Andrzej Mogielnicki, polski autor tekstów piosenek
  - Charlie Scott, amerykański koszykarz
- 16 grudnia – César Augusto Franco Martínez, hiszpański duchowny katolicki, biskup Segowii
- 17 grudnia:
  - Adam Decowski, polski poeta, satyryk
  - Tadeusz Dziuba, polski polityk, wojewoda wielkopolski
  - Kemal Kılıçdaroğlu, turecki polityk, ekonomista i urzędnik państwowy
- 18 grudnia:
  - George T. Johnson, amerykański koszykarz
  - Ed Kemper, amerykański seryjny morderca, nekrofil
  - Adam Musiał, polski piłkarz (zm. 2020)
  - Mimmo Paladino, włoski malarz
  - Laurent Voulzy, francuski piosenkarz, kompozytor
- 19 grudnia:
  - Eli Barbur, polski i izraelski pisarz, dziennikarz
  - Ewa Maria Janik, polska polityk, posłanka na Sejm III, IV i V kadencji, prezydent Częstochowy
  - Enemésio Ângelo Lazzaris, brazylijski duchowny katolicki, biskup Balsas (zm. 2020)
  - Sławomir Sadowski, polski nauczyciel, samorządowiec, polityk, senator RP
  - Peter Silvester, angielski piłkarz
- 20 grudnia:
  - Abdulrazak Gurnah, brytyjski pisarz
  - Alan Parsons, brytyjski muzyk
  - Matti Pitkänen, fiński biegacz narciarski
  - Daniel Rébillard, francuski kolarz torowy i szosowy
  - Mitsuko Uchida, japońska pianistka
- 21 grudnia:
  - Samuel L. Jackson, amerykański aktor, producent filmowy
  - Darmin Nasution, indonezyjski ekonomista
  - Thierry Mugler, francuski projektant mody (zm. 2022)
- 22 grudnia:
  - Steve Garvey, amerykański baseballista, przedsiębiorca
  - Andrzej Łapa, polski lutnik
  - Nicolae Timofti, mołdawski prawnik, sędzia, polityk, prezydent Mołdawii
  - Martin Yan, amerykański szef kuchni pochodzenia chińskiego
- 23 grudnia – Rick Wohlhuter, amerykański lekkoatleta, średniodystansowiec
- 24 grudnia:
  - Stan Bowles, angielski piłkarz (zm. 2024)
  - Edwige Fenech, francusko-włoska aktorka, producentka filmowa, modelka
  - Neal Koblitz, amerykański matematyk
  - Józef Myjak, polski poeta, publicysta, wydawca, animator kultury (zm. 2023)
  - Antoni Pietkiewicz, polski inżynier, polityk, wojewoda kaliski i mazowiecki
  - Adam Sikorski, polski historyk, dziennikarz, reżyser, scenarzysta, poeta i kierowca rajdowy
  - Erik Trinkaus, amerykański paleoantropolog
- 25 grudnia:
  - Noël Mamère, francuski prawnik, dziennikarz, polityk
  - Manny Mori, mikronezyjski polityk, prezydent Mikronezji
  - Joel Santana, brazylijski piłkarz, trener
- 27 grudnia:
  - Klaas Balk, holenderski kolarz torowy i szosowy
  - Martin Birch, brytyjski producent muzyczny (zm. 2020)
  - Olivier Blanchard, francuski ekonomista
  - Gérard Depardieu, francuski aktor, producent i reżyser filmowy
  - Janusz Płaczek, polski trener piłkarski
- 28 grudnia:
  - Ernesto Aparicio, salwadorski piłkarz
  - Jan Balachowski, polski lekkoatleta, sprinter, trener
- 29 grudnia – Peter Robinson, północnoirlandzki polityk
- 30 grudnia:
  - Mieczysław Broniszewski, polski piłkarz, bramkarz, trener
  - Horace Engdahl, szwedzki historyk i krytyk literacki
  - Mira Kuś, polska poetka, publicystka
  - Randy Schekman, amerykański biolog pochodzenia żydowskiego, laureat Nagrody Nobla
- 31 grudnia:
  - Joe Dallesandro, amerykański aktor
  - Jan Dworak, polski dziennikarz i producent filmowy, przewodniczący KRRiTV
  - Donna Summer, amerykańska piosenkarka (zm. 2012)
- data dzienna nieznana: 
  - Michał Baryżewski, polski architekt
  - Jan Dec, polski fizyk
  - Marta Juchnowicz, polska ekonomistka
  - Jerzy Roman Kowalczyk, lekarz, profesor
  - Adam Lesisz, polski artysta fotograf
  - Andrzej Leś, polski chemik
  - Wiktor Teodor Nowotka, artysta fotograf, Wiceprezes Zarządu Głównego ZPAF, wykładowca w Studium Fotografii ZPAF oraz w Akademii Fotografii w Warszawie
  - Jan Stanisław Wojciechowski, artysta, krytyk sztuki, animator kultury i kulturoznawca, wykładowca akademicki

## Zdarzenia astronomiczne
- 1 listopada – całkowite zaćmienie Słońca

## Nagrody Nobla
- z fizyki – Patrick Blackett
- z chemii – Arne Tiselius
- z medycyny – Paul Müller
- z literatury – Thomas Stearns Eliot
- nagroda pokojowa – nagrody nie przyznano

## Święta ruchome
- Tłusty czwartek: 5 lutego
- Ostatki: 10 lutego
- Popielec: 11 lutego
- Niedziela Palmowa: 21 marca
- Pamiątka śmierci Jezusa Chrystusa: 25 marca
- Wielki Czwartek: 25 marca
- Wielki Piątek: 26 marca
- Wielka Sobota: 27 marca
- Wielkanoc: 28 marca
- Poniedziałek Wielkanocny: 29 marca
- Wniebowstąpienie Pańskie: 6 maja
- Zesłanie Ducha Świętego: 16 maja
- Boże Ciało: 27 maja